# مخلل
المخلل أو التورشي أو الطُّرشي من الفارسية (بالإنجليزية: Torshi) هو وضع الخضروات في إناء زجاجي خالٍ من الهواء وغمرها بالماء والملح وإغلاقه جيداً، ثم تركها لفترة من الزمن حتى تنمو البكتيريا الجيدة عليها. توجد العديد من أنواع الخضروات التي تُستخدم في صنع المخلل مثل الخيار والزيتون واللفت والفقوس والباذنجان والجزر وغيرها.

## أصل التسمية

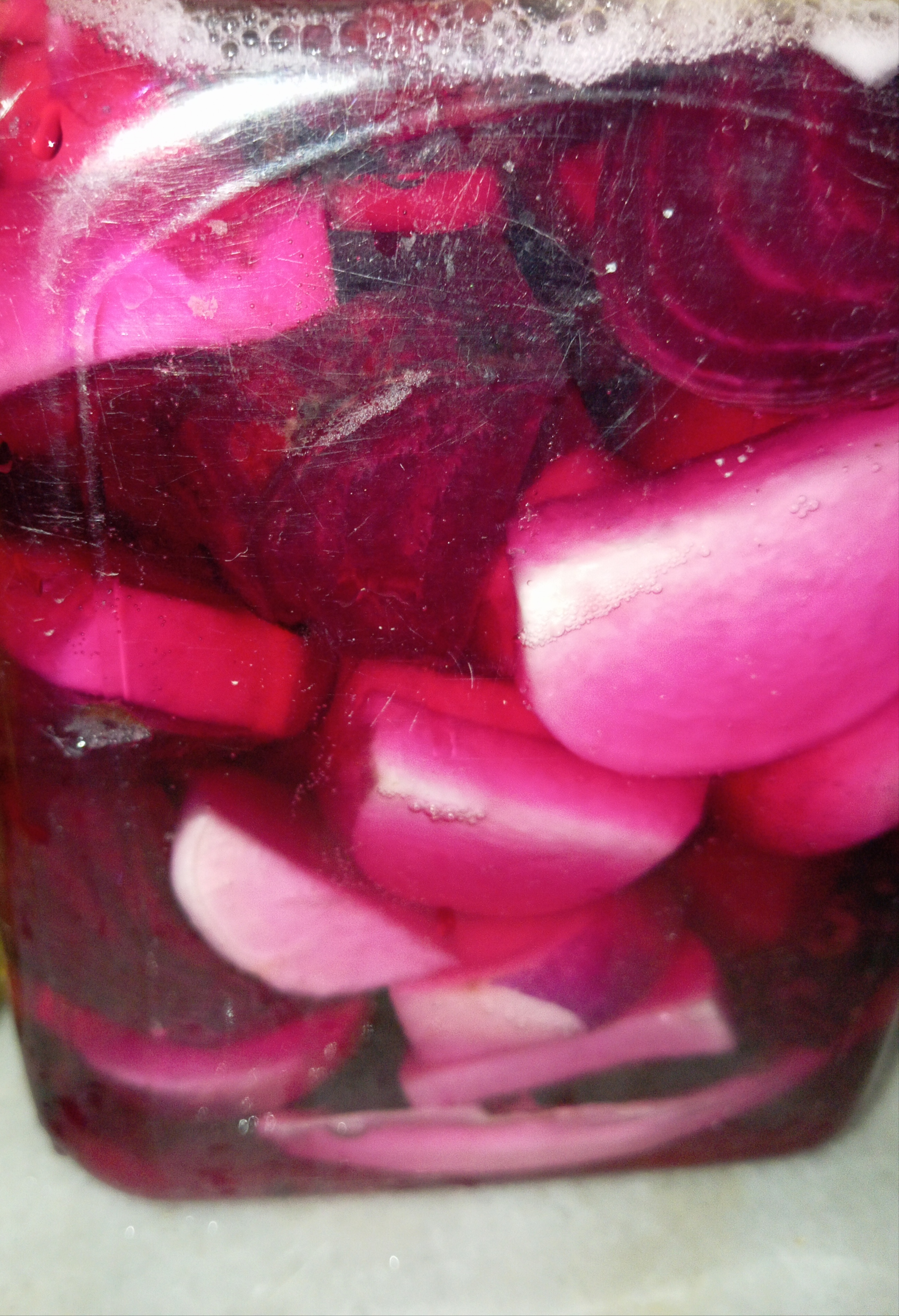

تورشى أو تورشو، تم تسميته في صربيا بعد الاسم التركي تور (Turşu – turşi)، وفى اللغة الكورية (torshi)، وفي الآرامية والعربية مخلل (mukhallal)، وفي الفارسية ترشى torshi، وفي الكردية: ترشى (Tirşîn، tirşî ،trshin)، وفي التركية (Turşu)، وفي اليونانية (τουρσί toursí)، وفي البلغارية والصربية (Туршия turshiya)، وفي البوسنية والكرواتية والجبل الأسود: (Turšija / туршија) وفي الألبانية(turshi)، وفي العبرية (חמוצים)، وفي المقدونية (khamutsim)، حيث يوجد المخلل في مطابخ العديد من دول البلقان والشرق الأوسط .[بحاجة لمصدر]
يُوجد مخلل الطعام في الشرق الأوسط والقوقاز والبلقان، وهي مأكولات  أصلها من بلاد فارس، وتأتي كلمة تورشی Torshi في اللغة الفارسية من كلمة (Torsh)، والتي تعني بالفارسية: «الطعم الحمضي»، وكذلك تورشو (turşu) تأتي من الكلمة الفارسية (tursh)، وهو ما يعني الحامض في الفارسية والكردية وكذلك في التركية والأذربيجانية.[بحاجة لمصدر]

## التحضير
يُمكن إعداد المخلل من الفلفل الحار، الكرفس،  القرنبيط، الجزر، بنجر، البصل، الملفوف، الباذنجان، السفرجل، التفاح، ورق العنب، الخيار، الفاصوليا الخضراء، الفلفل الأخضر، الطماطم، الليمون، الزيتون الأسود والأخضر، الخرشوف، العنب البرى، والفجل، وغيرها من الخضروات والفواكة المجففة والأعشاب العطرية المجففة المنقوعة في الخل والملح ومختلف التوابل مثل الثوم، الفلفل الأسود، والزنجبيل، البقدونس، الكزبرة، النعناع، الطرخون، الريحان، أوراق الغار الخشنة، عصير الليمون، الحبة السوداء، الكمون الأسود، الكمون الأخضر، الكركم إلخ.
قديماً كانت المخللات توضع في مكعبات كبيرة محفورة تحت الأرض، أو حاويات مصنوعة من الخشب، لكن بسبب تفاعلات الخشب والحمض، تم تفضيل الحاويات الفخارية، واليوم تم استبدال هذه الأنواع من الأوانى الفخارية بأوعية بلاستيكية وزجاجية وأوانى من الصفيح غير القابل للصدأ.
تنتج الخضار المخللة (Pickled Vegetables) بالتخمر التلقائي لحمض اللبن (الملفوف الأبيض والفاصولياء الخضراء والخيار.. الخ). يخفض التخمر ال pH ويثبط نمو المكروبات الحساسة للحمض غير المرغوب بها وفي الآن نفسه يؤثر في التلين الإنزيمي للخلايا والأنسجة وبالتالي يحسن قابلية الهضم والفائدة الصحية. كما أن استخدام الملح له أثر حافظ، وتؤدي pH الوسط الحامضة إلى تثبیت الفيتامين C لقد كانت تقنيات الحفظ التي أوجزت في المقاطع السابقة تهدف إلى الاحتفاظ باللون الأصلي ومواد النكهة في الخضار النيئة بما فيها تولید مقومات الرائحة الضائعة، لكن مثل هذه الأمور ليست ذات أهمية في الخضار المخللة التي رائحة نمطية جديدة.

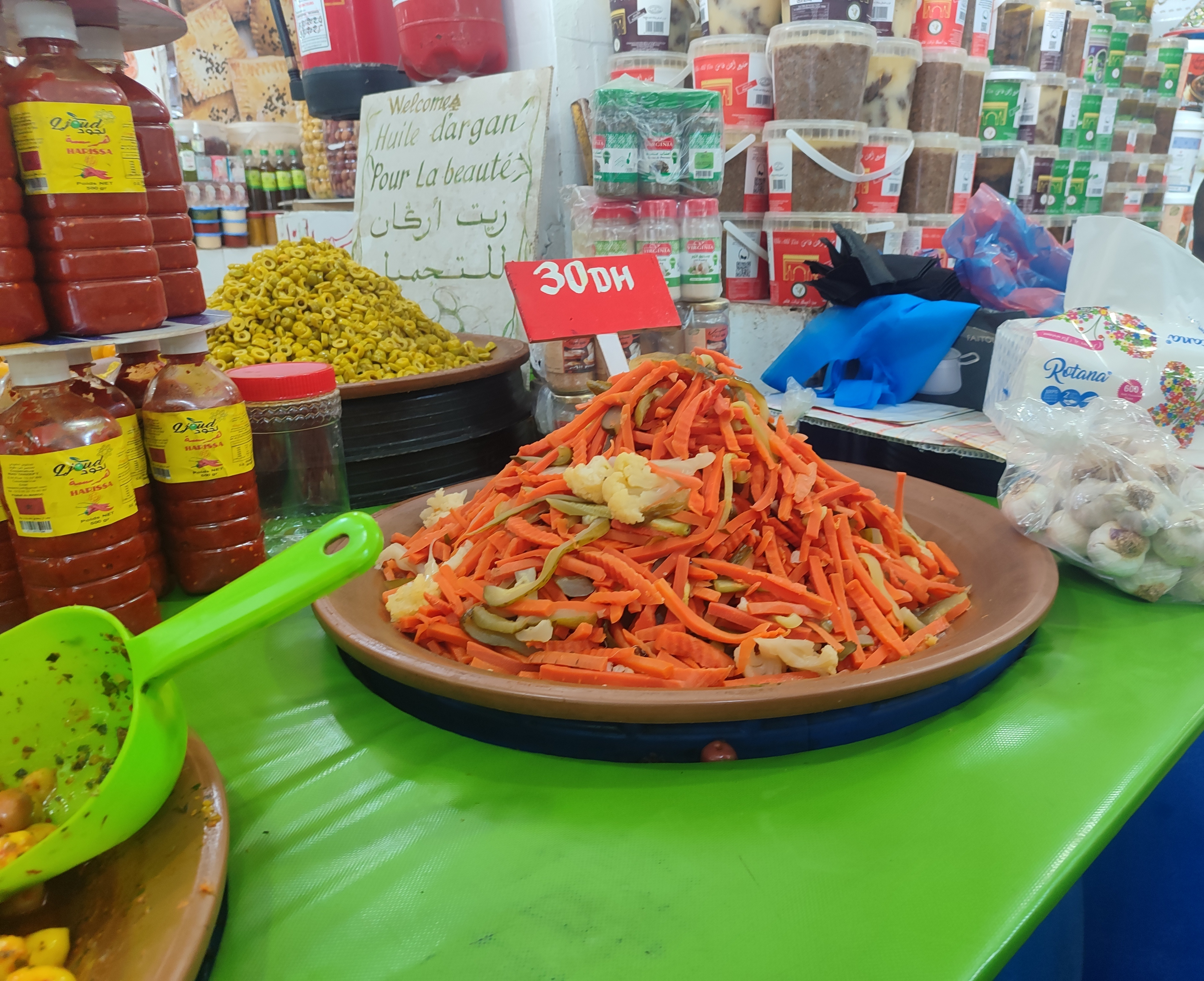
مخللات من سوق جميعة بالدار البيضاء

### الخيار المخلل (مخلل الملح والشبت)
يوضع الخيار غير الناضج في محلول NaCl% 6-4 بعد إضافة عشبة الشبت المنكهة، وعند اللزوم أنواع منكهة أخرى (ورق العنب أو الثوم أو ورق الغار)، ويمكن أحيانا تمليحها جافة. وعادة يصب محلول الملح على الخيار في برميل ثم يترك كي يتخمر، وقد يضاف الغلوكوز عند اللزوم. يحدث التخمر في 18-20 ° م منتج حمض اللبن و CO وبعض الحموض الطيارة والكحول الإتيلي والقليل من مواد الرائحة المختلفة. وتدخل أنواع جراثیم حمض اللبن التخمر التمائلي والتخمر المغاير، مثلا الملبنة والماسة الجمعوية، في تخمر الخيار المخلل.
وعلى العكس من مخلل (الملفوف الحامض) (السروکروت) (Sauerkraut) ليس للجراثيم النسبتية المساريقية أي دور. وحمض اللبن المتشكل في البدء (0.5-1%) يستقلب جزئيا فيما بعد بالخميرة الغشائية أو بالخمائر المؤكسدة التي تنمو على سطح المحلول الملحي، وهكذا تزداد بعض الشيء قيمة pH الأصل (3.4-3.8) لوسط التخمر ويستخدم أيضا إلى جانب التخمر التلقائي التخمر المحكوم بالتلقيح بالملبنة والمملسة الجعوية.

### الخضار الأخرى
تعالج بشكل مائل للخيار كل من الفاصولياء الخضراء والجزر والكرنب الساقي والكرفس والهليون والكرنب وغيرها. فمثلا تعامل الفاصولياء الخضراء المقطعة بشكل شرائح محلول ملحي (2.5-3%) ثم تخضع لتخمر حمض اللبن في الدرجة 220 م تقريبا، وتسوق في براميل ومعلبات أو في أوان من زجاج. وثمة بعض أنواع الخضار المخللة، لا سيما تلك التي لم تطبخ مسبقة أو تعالج حراريا، لن تتلين أثناء الطبخ التالي.

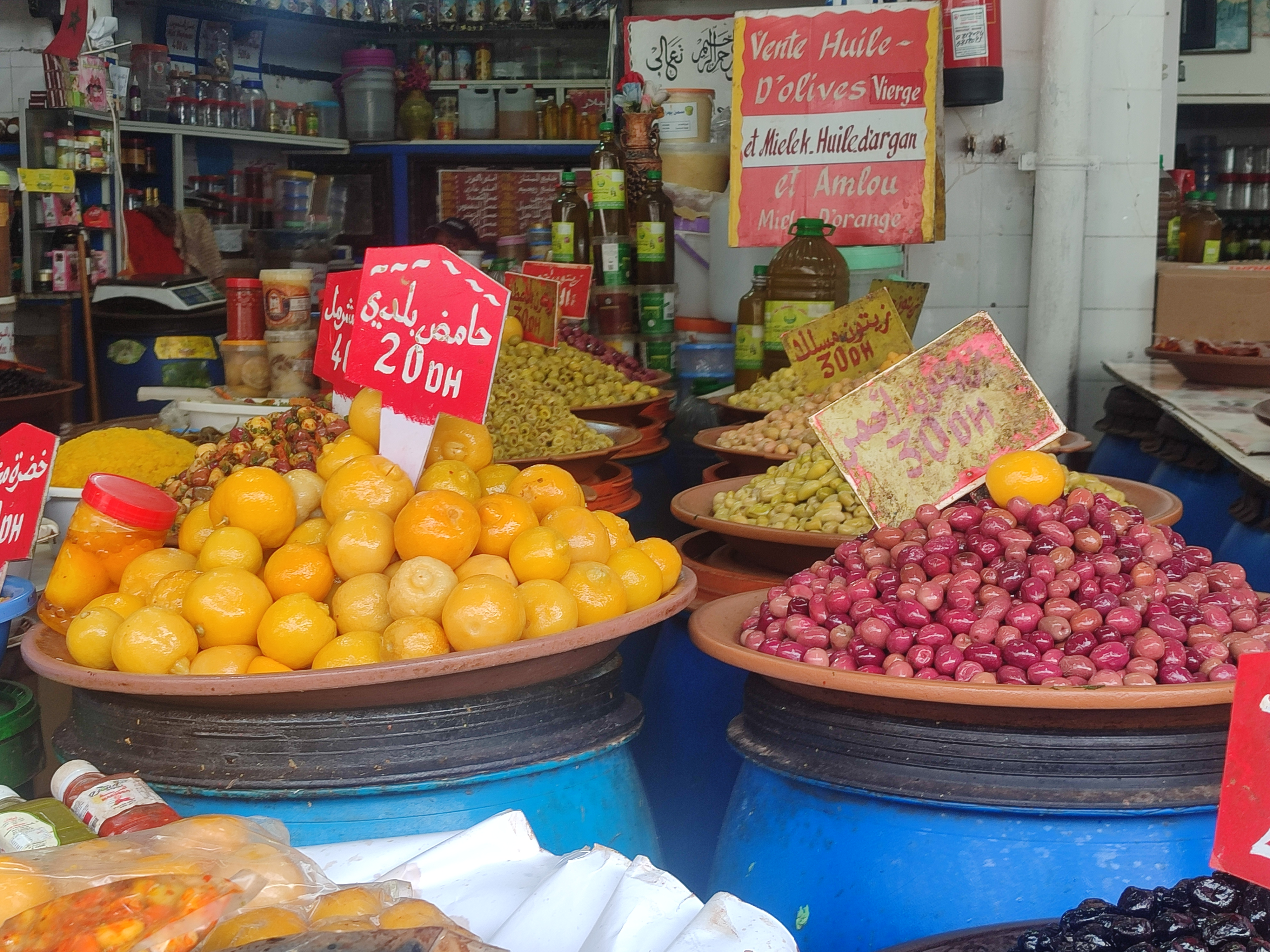
مخللات من سوق جميعة بالمغرب

### مخلل الملفوف الألماني
ويسمى ساور کروت Sauerkraut حيث استخدم تخمر حمض اللبن لآلاف السنين في إنتاج هذا النوع من الملفوف المخلل (الشكل وكانت العادة سابقا تقضي أن يوضع الملفوف في الخل. تقسم رؤوس الملفوف الأبيض إلى مزق بثخانة 1.5-0.75 ملم ثم تمزج بالملح بنسبة 1.8-2.5% وزنة. ترص الخيوط بعدئذ في أحواض خشبية أو أحواض من الإسمنت المسلح المطلية بطبقة من البلاستيك. وبعد رص (الخيوط) في طبقات في خزانات خشبية أو إسمنتية ثم تدك وتثقل کي تطفو على سطحها طبقة من عصير الملح تغطيها. يحدث تخمر حمض اللبن الذي يستهل بمزرعة بادئ تلقائيا في 18-24هم، لمدة 3-6 أسابيع، وخلال ال 48 ساعة الأولى من التخمر تنخفض ال pH من 6.5 إلى محال 3.7-4.2 . ويثبط الحمض المتشکل نمو المكروبات المنافسة ويمنعها من التدخل، وتعد النسثقة المساريقية إلى جانب الملبنة هي الميكروبات المسيطرة أثناء الطور البدئي للتخمر. أما جراثيم التخمر التماثلي، مثلا الملبنة والمملسة المعوية، فتظهر لاحقا.
وتعتمد كمية الحمض المتشكل على المحتوى البدئي من السكر في الملفوف، لذلك قد يضاف السكر أحيانا (1%) إلى الملفوف الذي لا يتخمر بسهولة وسرعة. كذلك تتدخل إلى جانب الملبنات الخمائر في التخمر. ويشمل الناتج كلا من حمض اللبن وحمض الخل (بنسبة 1: 4 إلى 1: 6) والكحول الإتيلي (0.2-0.8%) وCO2 والمانيتول (من الفركتوز) والأهم من ذلك كله مواد الرائحة التي تظهر في طور التخمر المسبق، وبعد انتهاء التخمر تكون pH الملفوف الحامض نحو 3.6. وإذا كانت قيمة حمض اللبن أدنى من 6 غال كان ذلك دليلا أن تخمر الملفوف غير مرض. يحفظ المنتج النهائي في براميل مغمورة بالماء المالح. كما يوضع الملفوف المخلل هذا ويوزع في علب معدنية أو أواني التوزيع والبيع. تملأ العلب بالمنتج في الدرجة 270 م ثم تخلى من الهواء وتختم وتعقم في 95-2100م. ويعبأ أيضا هذا المنتج ويوزع في أواني ورقائق من البلاستيك. وثمة نوع من الملفوف المخلل الحمضي باعتدال، وهو مفضل في جنوبی ألمانيا، ينتج بإيقاف التخمر قبل أن يكون كل السكر قد تدرك. ويمكن للمنتج بعد بسترته، أن يخزن لزمن أطول مع حفاظه على مذاق حامضي واضح. تضاف إلى المنتج المنكهات والتوابل إلى حد ما بإضافة كل من السكر أو العرعر أو الكراوية أو بذور الشبت. يحتوي المنتج المصفي وسطيا نحو 90.7% من الماء، و 1.5% من مركبات النتروجين، و 0.30% من الدسم الخام، و 3.9% من السكريات، و 1.1% من الألياف الخام، و 0.6% من المعادن، (عدا NaCl)، و0.8- 3.3% NaCl، و1.4-1.9% من الحمض القابل للمعايرة الحجمية (محسوبة على أساس حمض اللبن، 0.28-0.42% منه حمض خل) و0.29-0.61% من الايتانول. وثمة مقادير ضئيلة من حمض الفورميك وحمض هبتانويك وحمض ن - أوكتانويك وكذلك قليل من الميتانول ومركبات مهمة للتسويغ، أي الدکستران والمانيتول. يصل المحتوى من فيتامين C إلى (10-38 ملغ / 100 غ) ولا يتغير عند تسخين المنتج في قدور الضغط. إلا أن تكرار التسخين عدة مرات يتسبب بتدمير نحو 30% من الفيتامين.

### زيتون المائدة

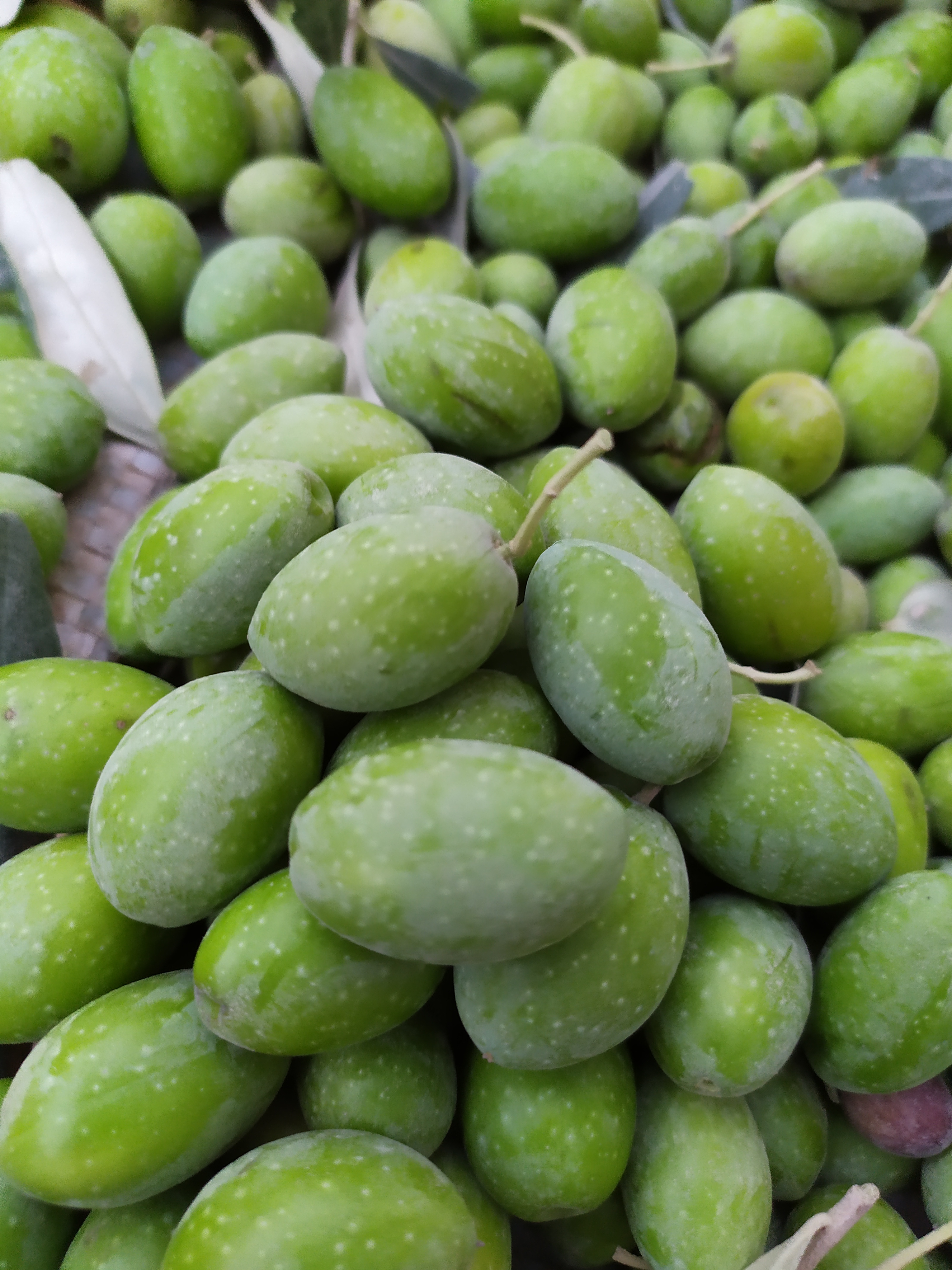
زيتون أخضر معد للمخلل والكبيس

يشمل زيتون الطعام إلى جانب الأخضر منه الزيتون المخمر بحمض اللبن، والزيتون الأسود أيضا بما فيه الأنواع المخمرة بحمض اللبن والأسود غير المخمر. ولإنتاج الزيتون الأخضر المخمر بحمض اللبن، تجمع الثمار وهي بلون أخضر ضارب إلى الصفرة أو صفراء وتوضع في محلول 1.3-2.6% من NaOH مدة 6-10 ساعة. يتحلمه خلال هذه المدة معظم المادة المرة: الأوليوروبين.
يغسل الزيتون بعدئذ بالماء ويترك ليخضع لتخمر حمض اللبن التلقائي في محلول من الملح 10-12%، وينجز التخمر في حاويات من الإسمنت المطلي براتين الايبوكسي، أو في أحواض من البولي استر مسلحة بالألياف الزجاجية. وتدخل بالإضافة إلى الخمائر أنواع الجراثيم النستقة والمملسة في مراحل التخمر الأولى والملينة في المراحل اللاحقة. يترك الزيتون بعد التخمر في محلول الملح أو يعبأ في أوعية صغيرة ويضاف إليه محلول ملح طازج ثم يبستر. وقبل التعبئة تنزع عادة البزرة من الحبة وتحشی (بالفليفلة أو اللوز أو البلم أو الكيرا أو البصل). تكون pH المنتج النهائي 3.8-4.2 ويحتوي على 0.8-1.2% من حمض اللبن. ينبغي أن يكون الملح بتركيز 7% على الأقل أو 8% من أجل المنتج المعد للتخزين المطول. أما في إنتاج الزيتون الأسود المخمر بحمض اللبن، فيؤخذ الزيتون الناضج البنفسجي اللون إلى الأسود ويغسل ثم يترك مباشرة ليخضع لتخمر حمض اللبن في محلول ملح 8-10%، ويشمل التخمر كلا من الملبنات والخميرة التي تكون عادة المسيطرة. يمضي التخمر قدم ببطء لأن قشرة حبة الزيتون ليست نفوذة قبل المعالجة بالقلوي مثلها بعد المعالجة. يعبأ الزيتون بعد التخمر في أوعية من زجاج أو من بلاستيك ثم يبستر. وتكون قيمة pH المنتج النهائي نحو 4.5-4.8 ويحتوي 0.1-0.6% من حمض اللبن، ويكون تركيز الملح 6-9% . أما التحضير الزيتون الأسود غير المخمر، فتوضع الثمار الناضجة 3-5 مرات في محلول NaOH% 2-1، ويغسل الزيتون بين كل مرة وأخرى ويهوى جيدا لضمان أن الأنسجة قد اصطبغت بلون أسود متجانس بالأكسدة الشديدة للفينول. يضاف غلوكونات الحديد إلى ماء الغسلة الأخيرة لتثبيت اللون. يعبأ الزيتون بعدئذ في محلول 3% NaCl ثم يعقم، وتكون pH المنتج 7.9.5.8 ويحتوي على 1-3% من الملح.

### الخضار المخللة بالخل
يحضر هذا الصنف الخل المسبق الغلي والساخن على الخضار، وتشمل الخضار كلا من الخيار وشمندر المائدة الأحمر، والبصل الأبيض والأحمر والفليفلة الحمراء والخضار المشكلة التي تضم أيضا القرنبيط والجزر والبصل والبازلاء والفطر (لاسيما فطر المائدة الصالح للأكل من النوع: بوليتوس إيد وليس) والهليون وعرانيس الذرة الطرية والكرفس والبقدونس والجزر الأبيض والكرنب الساقي واليقطين والفليفلة الحمراء (مكسيكية). تغطي الخضار النيئة محلول 2.5% من الخل والملح والتوابل والمنكهات العشبية وخلاصة الأعشاب والسكر والحافظات الكيميائية. وبحسب نوع الخضار وطريقة تحضيرها ثمة (مخلل وحيد النوع بالخل (خیار بالخل، خیار بالخردل، خیار منکه بالثوم، والشمار، خیار منکه بالفليفلة اللهابة، مخلل منکه بالشبت)، ومخلل مشكل في الخل، بحضر جزئيا من الخضار الطازجة وجزئيا من خضار مسبقة التعليب (خیار کامل غير مقطع، قرنبيط، بصل، ذرة صفراء، فليفلة حمراء).

### المعالجة الخاطئة للمخللات
يعاني مخلل الخيار عادة من الارتخاء وذلك بسبب تأثير إنزيماته الميكروبية أو الخاصة به الحالة للبكتين. أما التلون بالبني إلى الأسود فيتسبب به تنامي سلفيد الحديد أو الأصبغة السوداء المتشكلة بالمكروبات (العصيات السوداء). ويتسبب بالقوام الأجوف الميكروبات المشكلة للغاز، أي التخمر الغازي، ويمكن منعه بسهولة بالتخليل بوجود حمض السوربيك. يسود مخلل الكرنب الحامض (الساور کروت) بالتأكسد الكيميائي أو الإنزيمي وذلك عندما لا يكون المحلول الملحي مغطيا السطح. أما اللون الضارب للاحمرار فتسببه الخميرة. وتحدث ارتخاء (مخلل الكرنب الحامض) عندما يجري التخمر في درجة حرارة أعلى من اللازم، أو عندما يعرض الملفوف للهواء، أو إذا كان الملح المضاف قليلا، أو عندما يكون التخمر خاطئة لدى بقاء محتوى حمض اللبن متدنيا كثيرة. يمكن أن يتخرب المخلل، بالإضافة إلى تأثير التخمر الخاطئ، بالعدوى التي يتسبب بها من المخللات بصب العفن وغيره من بنية الغشاء السطحي أو بالتعفن (محلول ملحي غير كاف للحماية الكاملة). تسبب الحموض الدسمة ذات السلاسل القصيرة، مثلا حمض البروبيونيك، وحمض البوتاريك عيوبا في الرائحة.

## التخزين
بعد التمليح طريقة عملية في حفظ بعض الخضار بكميات كبيرة من أجل المعالجة اللاحقة. تملح الخضار عادة ملح الطعام بعد السلق. وتحفظ المنتجات المحفوظة في ماء الملح لإنتاج منتجات أخرى منها . فمثلا يحضر الليمون المملح بإضافة نحو 20% وزنا من الملح ليستخدم في تحضير «مزيج لايبزغ»، والخضار الطازجة المشكلة. كما تجدر الإشارة إلى أهمية تخزين الفاصولياء بهذه الطريقة. تنقع الفاصولياء المسلوقة أو غير المسلوقة في محلول الملح أو تعامل بالملح الجاف بنسبة 10-20% وزنا يضاف بهذه الطريقة. تنقع الفاصولياء المسلوقة أو غير المسلوقة في محلول الملح أو تعامل بالملح الجاف بنسبة 10-20% وزنا (يضاف الملح يدويا أو بالآلة أو بالرش أو التغبير) ثم تحفظ في محلول الملح قبيل تصنيع منتجات أخرى. تصفى الفاصولياء تماما من المحلول الملح ثم تغسل في تيار من الماء الحار قبل مزيد من المعالجة . وبالطريقة ذاتها، تحفظ الخضراوات الأخرى، مثل القرنبيط والملفوف والجزر والبصل والخيار الصغير في المحلول الملحي، أما الفطر وال Morels فتملح أيضا، وهي عملية متبعة في كل من بولندا وروسيا .
عصير الخضار
تنظف الخضار وتغسل ثم تسلق وتقطع بالتفتيت في طاحون، وفي بعض الحالات، مثلا مع البندورة، تطحن في البدء وتسخن الروبة إلى > 70 ° م لبعض الوقت . يفصل العصير عندئذ في مكابس ثم يضاف الملح بنسبة 0.25- 1% . تمزج العصائر غير الحامضة بحمض اللبن أو حمض الليمون. تخضع هذه المنتجات، من أجل ضمان الثبات أثناء التخزين، إلى البسترة في مبادلات حرارية صفائحية. وأكثر الخضار التي تعصر هذه الطريقة هي البندورة، ويليها أحيانا الخضار مثل الخيار والجزر والشمندر الأحمر والفجل والسور کروت والكرفس والسبانخ.
معجون الخضار
يتكون معجون الخضار من روبة خضار ناعمة نزع منها القشور والبذور وذلك بإمرار الروبة خلال أداة نزع اللب، ولعل معجون البندورة المنقى هو الأكثر أهمية في هذا النوع من المنتجات، ويحتوي على نسبة من المادة الجافة 14-36%، ويحتوي على% 2-0.8 من NaCl . يحضر «كتشب البندورة» بالمزج المسبق المكثف لمعجون البندورة (28% أو 38%) مع الخل والماء والسكر.

## الانتشار
يتم إعداد المخلل من الخضروات والفواكة مع إضافة الأعشاب العطرية في وجود محلول ملحي من الماء والملح، ويضاف في بلاد فارس الكثير من الخل، ولكن في تركيا، يضاف الكثير من الملح حتى يقضى على الجراثيم، لذلك فإن التخليل وسيلة من وسائل حفظ الخضروات والفاكهة، حيث يتم تخزين الخضار والفاكهة في الملح، وقد تم استخدام هذه الطريقة لفترة طويلة، حتى يتمكن الناس من تناول الفواكه والخضروات حتى في فصل الشتاء ، ويُعرف المخلل في الكثير من دول العالم منها : أذربيجان، أندونيسيا، ألمانيا، ألبانيا، أفغانستان، إيران، العراق، الأردن، البوسنة والهرسك، أرمينيا، أسبانيا، إسرائيل،  اليونان، بلغاريا، تركيا، صربيا،  سوريا، فرنسا، فلسطين، كردستان، كرواتيا، كوريا، مصر، مقدونيا، المغرب.
لا يزال صنع الترشي في المنزل تقليدًا شائعًا خلال أشهر الخريف، ليس فقط في المناطق الريفية، ولكن أيضًا في المدن الكبيرة، وغالبًا ما يتم تقديم الترشى في المطاعم، كما يُمكن شراؤه في العديد من محلات السوبر ماركت، ويُعد المخلل بمثابة مقبلات أو فاتح للشهية. فالمخللات: هي واحدة من التوابل، وخصوصاً في مطبخ الشرق الأوسط والبلقان[بحاجة لمصدر]، فإذا كانت الثمار تحتوي على كمية كافية من الماء، فإن إضافة الملح يكفي لصنع المخللات، وقد جرت عملية التخليل لتخزين واستخدام الثمار خارج موسم الحصاد، وتُعد المخللات جزء من مطبخ البلقان والشرق الأوسط، وفي المناطق المشمسة ــ حيث يوجد الكثير من الفواكة والخضروات ــ مثل البوسنة والهرسك، صربيا، مقدونيا الشمالية واليونان وكردستان وتركيا وإيران وبلغاريا، ويذكر كاتب الرحلات التركي إيفليى ليبليب Evliya lebelebi، في القرن السابع عشر مخللًا من ترافنيك، تم تحضيره من نوع خاص من الكمثرى - الكراموت، حيث كان يستخدم كسلطة بعد التخمير[بحاجة لمصدر]، فقط نُرتب الخضروات في برطمانات زجاجية كبيرة، ونصب فوقها محلول الماء والملح، مع إضافة القليل من السكر لبعض الخضروات، ويتم تحضير المخللات في المنازل الريفية في براميل أو أواني خشبية.
بعض الأنواع
المخلل: هو الطبق المشترك في العديد من أطباق الشرق الأوسط، مثل الأطباق العربية وأطباق المطبخ التركي وأطباق إيران، ويُوجد في إيران العديد من أنواع المخلل، وكلها مصنوعة، وفقًا للأذواق المحلية والعادات الإقليمية، وفي بعض العائلات، لا تعتبر الوجبة كاملة، بدون وعاء من المخلل على المائدة، وكقاعدة عامة، يتم إستخدامه بمثابة فاتح للشهية أو مقبلات، وتوجد أنواع مختلفة من المخلل في بلغاريا، ولكن الأكثر شيوعًا هي: Tsarska turshiya المخللات الملكية، Selska turshiya المخللات الريفية، يتم تحضير المخللات الملكية رويال: من القرنبيط والفلفل والجزر والكرفس[بحاجة لمصدر]، حيث نخلط الخضروات مع القليل من الملح والسكر، ونتركها طوال الليل، وفي اليوم التالي، نمزج العصير مع الخل ونتركها على نار هادئة لبضع دقائق، ثم نضع الخضروات في برطمانات زجاجية، ونضغط لأسفل بأغصان أزهار الكرز وأحجار النهر المستديرة، وبعد ذلك تُملأ الجرار بالتتبيلة المبردة، بينما تُصنع المخللات الريفية: بنفس الطريقة من الفلفل الأخضر والطماطم الخضراء والكرفس والقرنبيط والجزر والملفوف، ونضع الخضروات في وعاء، ونضغط عليها، ونسكب المحلول الملحى المصنوع من الماء والملح والخل ونتركه يتخمر.
وفي تونس، يُصنع شكلاً مختلفاً من طبق المخلل يُعد بدون سكر[بحاجة لمصدر]، ويكون عادةً من اللفت المقطع إلى شرائح رقيقة ثم تُنقع في ماء مملح، أُعد عموما من الماء والملح والخل وزيت الزيتون والهريسة، وتُغسل الخضروات وتُصفى، ثم تُتبّل بزيت الزيتون قبل تقديمها، وهناك وصفة تفصيلية لترشى لايت، ويُصنع مخلل ليته Torshi Liteh، من الباذنجان والأعشاب ومنها البقدونس، الكزبرة، النعناع، الطرخون، الريحان، حيث نضع الباذنجان في الفرن، ثم نضعه في برطمان زجاجي به خليط من البهارات والخل، ونحفظه في مكان دافئ وجاف لمدة شهرين أو ثلاثة أشهر.
وتنقسم المخللات المنتجة في المشاريع إلى قسمين هما:  
المخللات الأوتوكلاف: حيث يتم غسل وفرز الخضروات وتعبئتها مع محلول ملحى، يحتوي على الملح والخل والثوم، وتطبيق المعالجة الحرارية بعد الإغلاق كما هو الحال في إنتاج الأغذية المعلبة.
المخللات التخمير: حيث يتم ملء المخللات المصنوعة في براميل كبيرة الحجم، كما في الطريقة السابقة، وبعد أن يتم تحقيق توازن الطعم في المنتج، تتم تعبئته في عبوات أصغر، وتطبيق المعالجة الحرارية.

## المعلومات الغذائية
يحتوي كل 100 غرام من مخلل الخيار على ما يلي:
- السعرات الحرارية: 11
- الدهون الكلية: 0.22 غرام
- الدهون المشبعة: 0
- الكاربوهيدرات: 2.26 غرام
- الألياف: 1.2 غرام
- البروتينات: 0.33 غرام
- الكولسترول: 0

## الفوائد والأضرار
الفوائد
تحتوي المخللات على بعض العناصر الغذائية المفيدة للصحة منها :
- مصدر جيد لمضادات الأكسدة: تحتوي جميع أنواع المخللات المصنوعة من الفواكه والخضروات على مُضادات الأكسدة، والتي تُساهم في التقليل من ضرر الجذور الحرّة، إذ إنّ وجود الجذور الحرّة في الجسم يزيد من خطر الإصابة بالعديد من الأمراض، كالسرطانات، والالتهابات، وأمراض القلب، بالإضافة إلى أنها تُسرّع الشيخوخة.
- مصدر جيد للفيتامينات: تحتوي المخللات على نسبة عالية من الفيتامينات؛ وذلك لأنّ المحلول الملحيّ يُقلل من الماء الموجود في الفاكهة أو الخضار، ممّا يزيد من تركيز الفيتامينات فيها؛ حيث تحتوي حبة مخلل الخيار الواحدة على ما يُقارب 23% من الكميّة الموصى بتناولها يوميّاً من فيتامين ك الذي يُساهم في دعم صحّة العظام ووظائف تخثّر الدم، كما تحتوي على ما يتراوح من 21% إلى 24% من الكميّة الموصى بتناولها يوميّاً من فيتامين أ المُهمّ للحفاظ على صحّة العينين، ودعم جهاز المناعة وصحّة الحمل، كما أنّها تحتوي أيضاً على ما يتراوح بين 3% إلى 4% من الكميّة المُوصى بتناولها يوميّاً من فيتامين ج الذي يعمل كمُضاد للأكسدة ويُقلل من تلف خلايا الجسم.
- مصدر غني بالمواد الكهرليّة:(بالإنجليزية: Electrolytess)، حيثُ تحتوي المخللات على كميّات عالية من الصوديوم، وهو أحد المواد الكهرليّة، ولذلك فإنّ تناول عصير المخللات قد يُساعد من يُعانون من الجفاف على استعادة مستويات المواد الكهرلية في أجسامهم.
- مصدر غني بالبروبيوتيك: إذ إنّ البكتيريا النافعة الموجودة في المخللات والتي يُطلق عليها البروبيوتيك تُساهم في عملية الهضم، وفي الحفاظ على صحة الأمعاء، وذلك من خلال تنظيم البكتيريا الموجودة في الأمعاء، وتحفيز وتطوير جهاز المناعة في الجسم، كما أنّها تُنتج بعض العناصر الغذائيّة المُفيدة وتزيد من توفرها الحيوي (بالإنجليزيّة: Bioavailability) في الجسم، بالإضافة إلى تخفيف أعراض عدم تحمّل اللاكتوز، وتقليل خطر الإصابة بالعديد من الأمراض.

أظهرت إحدى الدراسات التي نُشرت في مجلّة Medicine & Science in Sports & Exercise في عام 2010 أنّ تناول عصير المُخللات قد يُساهم في التقليل من تقلصات، وتشنجات العضلات، حيثُ بيّنت الدراسة أنّ الرجال الذين تناولوا عصير المخلل تلاشت لديهم تشنجات العضلات بسرعة أكبر من غيرهم.
الأضرار
- يُؤدي إلى تهيّج القولون العصبي.
- يسبب آلاماً شديدة في الرأس في بعض الأحيان.
- يزيد احتمالية الإصابة بالاضطرابات المعوية المختلفة، والتي تتمثل في: الإسهال، والقيء.
- يضعف عمل العضلات.
- يزيد احتمالية الإصابة بالنزيف المعوي.
- يساعد على احتباس السوائل في الجسم، وبالتالي الإصابة بالجفاف، كما يؤدي إلى زيادة الوزن.
- لا يُنصح بتناوله للأشخاص الذين يعانون من الفشل الكلوي.
- يسبب في زيادة عنصر الصوديوم في الجسم، وبالتالي الإصابة بالأمراض المختلفة؛ مثل: الآلام في الجسم، والغيبوبة.
- يزيد من احتمالية الإصابة بالالتهابات المختلفة، ولا سيما التهاب المفاصل.
- يُمكن أن يؤدي إلى الفشل الكلوي.
- لا يُنصح بتناوله للنساء الحوامل، إذ يُمكن أن يؤدي إلى تسمم الحمل.
- يؤدي إلى زيادة الغازات في البطن.
- لا يُنصح بإعطائه للأطفال، لأنه يؤدي إلى إصابتهم بالعديد من الأمراض الخطيرة.[13]

## التخمير
المشترك بين المخللات، الخبز، العيران والجبنة ان جميع هذه الأطعمة يتضمن تصنيعها مرحلة تخمير وخلال هذه المرحلة يتم تشجيع نمو كائنات دقيقة «جيدة» في هذه الأطعمة، ومنع نمو الكائنات المسببة للفساد. ولكي تتم هذه العملية بنجاح يجب إضافة بعض المكونات الخاصة وضبط الظروف المحيطة بالمواد المتخمرة كالحرارة ودرجة الحموضة.
في المخللات، تغمر الخضروات بعد تجريحها أو ثقبها أو تقطيعها في محلول ملحي وتخرج بعد ذلك سكريات الخضروات إلى المحلول الملحي بسبب فرق التركيز بينهما، مما يسمح بنمو بكتريا جيدة تقوم باستهلاك سكريات الخضروات وانتاج حمض اللاكتيك ومركبات نكهة أخرى تضفي على كل نوع من المخللات نكهته المميزة.
طبعاً ما يمنع نمو البكتريا الضارة هو الملح في المحلول الملحي، يضاف اليه الأثر الحفظي لنواتج عملية التخمير كحمض اللاكتيك وثاني اوكسيد الكربون المنحل.

## المخلل المنزلي
يعرف التخليل بأنّه وضع المواد والأطعمة في الماء والملح في إناء مضغوط، وخالٍ من الهواء مدّة معيّنة، بهدف تحضير نوع من أنواع الأطعمة التي تُعرف باسم المخلّل، وتقدّم المخلّلات إلى جانب كثير من الأطعمة، كما أنّها تدخل في تحضير أصناف السلطات المختلفة، ويمكن تحضير المخلّل للعديد من الخضراوات مثل: الزهر، والكرنب، والباذنجان، والجزر، والفجل، والبصل، وكذلك الليمون، والزيتون، والفلفل الحار، وفي هذا المقال سنقدّم طريقة عمل المخلّل في البيت.
| الاسم                    | المكونات | طريقة التحضير |
| ------------------------ | --- | --- |
| مخلّل الخيار              | - ألف غرام من الخيار صغير الحجم. - أربع ملاعق صغيرة من خلّ التفاح. - ستّ ملاعق صغيرة من الملح الخشن. - كوبان من الماء. | - نغسل الخيار، ثمّ نصنع فيه بعض الشقوق الصغيرة باستخدام السكّين، ثمّ نصفّه في برطمان متوسّط الحجم. نضع كلّاً من الماء، والملح، والخلّ في وعاء، ثمّ نحرّكهم جيّداً. - نسكب مزيج الماء فوق الخيار مباشرةً، ثمّ نغلق البرطمان جيّداً، مع إمكانيّة وضع لاصق حول الغطاء؛ لمنع دخول الهواء إلى البرطمان. - نترك البرطمان مغلقاً مدّة لا تقلّ عن أسبوع. |
| مخلّل الطماطم             | - كمية من الزعتر السكني حجم فنجان القهوة - لتر ونصف ماء نقي مغلي وتم تبريدة | - نقطّع الطماطم إلى مجموعة من الشرائح السميكة. - نسكب الماء مع الملح في برطمان. - نضع شرائح الطماطم داخل البرطمان، ثمّ نغلقه بإحكام. - نترك البرطمان مدّة لا تقلّ عن أسبوعين، حتّى يتحوّل لون الطماطم إلى الأخضر الفاتح. |
| مخلّل الجزر               | - نصف كيلوغرام من الجزر. - أربعة أكواب من الماء الدافئ. - ستّ ملاعق صغيرة من السكّر. - أربع ملاعق صغيرة من الملح. - ثلث كوب من الخلّ الأبيض.                                                                                                  | - نقشّر الجزر، ثمّ نقطّعه إلى شرائح رفيعة وصغيرة. - نغسل الجزر جيّداً، ثمّ نجفّفه ونوزّعه في برطمانات. - نسكب الخلّ بالتساوي في البرطمانات. - نذوّب السكر والملح في الماء. - نسكب المزيج فوق الجزر، ونغمره كاملاً. - نغلق البرطمانات، ثمّ نتركها مدّة ثلاثة أيام في الثلّاجة. |
| مخلّل الباذنجان الفلسطيني | - كيلو غرام من الباذنجان. - خمسون غرام من الفلفل الأخضر. - ملعقة كبيرة فلفل أحمر مطحون. - خمسة فصوص ثوم. - نصف ملعقة كبيرة سكر. - ملعقة كبيرة خل تفاح. - عشرون غرام من الملح. - ملعقة كبيرة عصير ليمون. - حبّة من الليمون، مقطعة إلى أرباع. | - نحضر حبّات الباذنجان التي سيتم تخليلها، ويشترط أن تكون صغيرة جداً، ولونها قريب من الاحمرار. - نغسل حبّات الباذنجان، ويتم إزالة القمع باستخدام السكين. - نضع وعاءً على الغاز وفيه ماء ونرشّ في الماء قليلاً من السكر حتّى يعطي الباذنجان لوناً أكثر احمراراً، ونتركه حتّى يغلي ثم نضع فيه حبّات الباذنجان. - نترك الباذنجان في الماء حتّى يسلق لمدة عشرون دقيقة، حتّى تصبح الحبّات طريّة ومتماسكة. - نخرج الباذنجان بعد سلقه، ونضعه في مصفاة لتصفية الماء منه ويترك حتّى يبرد. - عملية تحضير للخلطة التي يتم وضعها داخل المخلّل، وهي عبارة عن دق الفلفل الأخضر مع الثوم، ونضع فوقهم ملعقة ملح صغيرة بعد الانتهاء من دقّ الخليط جيداً، يتم وضع عصير الليمون، والفلفل الأحمر المطحون على الخليط، وتحريكهم جيداً. - نعمل شقّاً صغيراً داخل حبّات الباذنجان المسلوقة. - نحضر ملعقة صغيرة ونحشي الباذنجان بالخلطة من خلال إدخالها في الشق الموجود في الباذنجان. - نحضر وعاء لحفظ الباذنجان، ويتم وضع حبّات الباذنجان المحشوة بداخله، ونضع فيه قطع الليمون المقسمة إلى أرباع، ونترك مساحة للماء. - نعمل محلولاً ملحيّاً لوضع الباذنجان فيه، وهو عبارة عن ماء يساوي ويغمر الباذنجان، ونضع عليه ما تبقى من الملح، وخلّ التفاح. - إغلاق الوعاء بإحكام شديد. - وضع الوعاء في الشمس لمدّة ثلاثة أيّام ويفضل قلب الوعاء بالاتجاه المعاكس إذا أردت أن ينضج المخلّل بوقت أسرع. |
| مخلل الزيتون             | - زيتون أخضر. - ملح. - فلفل أخضر. - ليمون. - ماء. - بيضة. - وعاء للحفظ. | - نغسل الزيتون جيداً كي ننظفه مِن الغبار والأتربة العالقة به. - نحدث شقوق في حبات الزيتون أو نقوم بدقها، وإذا رغبنا في تخزين الزيتون لمدة سنة فلا داعي لإحداث شقوق بحبات الزيتون ويمكنك حفظه كما هو كي يبقي لأطول فترة مِن الوقت. - يُفضل نقع الزيتون في ماء وتغير الماء عنه كل فترة. - نستطيع تقدير كمية الملح المطلوبة للتخليل فيمكنك اللجوء للطريقة التالية وهي؛ إحضار بيضة وقدر به الماء والملح، بعدها نقوم بوضع الملح في الماء وبعدها نضع البيضة ونتركها حتى تطفو، وإذا لم تطفو فنقوم بزيادة كمية الملح حتى تطفو البيضة، وذلك يعني أن كمية الملح مناسبة لكمية الماء الموجودة. - نقدر كمية الملح ثم، نبدأ بغسل الليمون، والفلفل الأخضر، ونقطعهم إلى أرباع. - نُحضر البرطمان الجاهز لحفظ المخلل، ثم نضع بعض قطع الليمون، والفلفل الأخضر في الأسفل، ثم نضع الزيتون وبعدها نضع قطع ليمون وفلفل أخضر أيضاً وثم الزيتون إلى أن يمتلئ البرطمان، ويفضل أن تكون آخر طبقة في البرطمان هي الليمون والفلفل الأخضر. - نضيف الماء والملح الذي أعددناه مسبقاً بداخل البرطمان بعد الانتهاء من تعبئة البرطمان إلى أن يمتلئ بالماء. - وبعد ذلك نغلق البرطمان جيداً ونضعه في مكان بعيداً عن الشمس؛ كي يتخزن لفترة مِن الوقت. |
| مخلل الزيتون الأخضر      | - زيتون أخضر. - ملح. - فلفل أخضر. - ليمون. - ماء. - بيضة. - برطمان للحفظ. | - نغسل الزيتون جيداً كي ننظفه مِن الغبار والأتربة العالقة به. - نحدث شقوق في حبات الزيتون أو نقوم بدقها، وإذا رغبنا في تخزين الزيتون لمدة سنة فلا داعي لإحداث شقوق بحبات الزيتون ويمكنك حفظه كما هو كي يبقي لأطول فترة مِن الوقت. - يُفضل نقع الزيتون في ماء وتغير الماء عنه كل فترة. - نستطيع تقدير كمية الملح المطلوبة للتخليل فيمكنك اللجوء للطريقة التالية وهي؛ إحضار بيضة وقدر به الماء والملح، بعدها نقوم بوضع الملح في الماء وبعدها نضع البيضة ونتركها حتى تطفو، وإذا لم تطفو فنقوم بزيادة كمية الملح حتى تطفو البيضة، وذلك يعني أن كمية الملح مناسبة لكمية الماء الموجودة. - نقدر كمية الملح ثم، نبدأ بغسل الليمون، والفلفل الأخضر، ونقطعهم إلى أرباع. - نُحضر البرطمان الجاهز لحفظ المخلل، ثم نضع بعض قطع الليمون، والفلفل الأخضر في الأسفل، ثم نضع الزيتون وبعدها نضع قطع ليمون وفلفل أخضر أيضاً وثم الزيتون إلى أن يمتلئ البرطمان، ويفضل أن تكون آخر طبقة في البرطمان هي الليمون والفلفل الأخضر. - نضيف الماء والملح الذي أعددناه مسبقاً بداخل البرطمان بعد الانتهاء من تعبئة البرطمان إلى أن يمتلئ بالماء. - وبعد ذلك نغلق البرطمان جيداً ونضعه في مكان بعيداً عن الشمس؛ كي يتخزن لفترة مِن الوقت. |
| مخلل الزيتون الأسود      | - زيتون أسود. - ملح. - فلفل أحمر. - زيت زيتون. - برطمان لحفظ الزيتون. | - نغسل الزيتون جيداً وننظفه بالماء وإذا كان هناك حبات زيتون فاسدة فنقوم بإزالتها. - نحضر السكين ونقوم بعمل شِق في كل حبة زيتون أو دقها وذلك حسب الطريقة التي نشعر أنها أسهل وأسرع. - نحضر وعاء ونضع به الماء ونسخنه على النار وبعد أن يغلي نطفئ عليه نار الغاز ونقوم بإضافة حبات الزيتون الأسود. - نتركها حتى يبرد الماء وثم بعد ذلك نخرجها مِن الماء ونقوم بوضعها في مصفاة ونضع تحت المصفاة وعاء كي يتصافى به الزيتون. - نقوم بإضافة الملح إلى الزيتون وتقليبه كل يوم على مدار ثلاثة أيام حتى يختفي الطعم المر مِن الزيتون. - نغلي ماء في قدر على الغاز ووضع الزيتون به مرة أخرى بعد أن نطفئ الغاز، حتى نتخلص مِن الملح الذي وضعناه على الزيتون طيلة الثلاثة أيام. - نخرج الزيتون مِن الماء ونضعه في وعاء. - نقسم الليمون وتحضير البرطمان الذي نزيد أن نحفظ به الزيتون، ونبدأ بوضع الليمون والزيتون بداخل البرطمان. - نضيف الملح والفلفل الأحمر وزيت الزيتون أيضاً حتى يمتلئ البرطمان ونغلقه جيداً بعد ذلك. - نقوم برج البرطمان جيداً حتى تختلط جميع المكونات السابقة في بعضها البعض وتصل لجميع حبات الزيتون. - نضع البرطمان في مكان بعيداً عن الشمس ونتركه لمدة أسبوع وبعدها يصبح جاهزاً للتقديم. |
| مخلل ورق العنب           | - ست وثلاثون ورقة عنب. - ملح خشن. - ربع كوب من عصير الليمون. - ماء. | - وضع كميةٍ من الماء في قدرٍ على حرارةٍ متوسطةٍ حتى يغلي، ثم إضافة كميةٍ من الملح ليصبح مالحاً كماء البحر، كوب من الملح لكل لتر من الماء. - إحضار وعاءٍ من الماء والثلج. - وضع كمية من أوراق العنب في الماء المغلي 30 ثانيةً، ثم إخراجها ووضعها في الماء المثلج، وتكرار الخطوة حتى تنتهي الكمية، ثم إخراج جميع الأوراق من الماء وتركها جانباً. - أخذ ست أوراق وطيها بالطريقة المناسبة وترتيبها في البرطمان الزجاجي حتى يمتلئ ولكن يجب ترك مسافة نصف سنتيمترٍ في الأعلى. - وضع كوب من الماء وغليه من دقيقة إلى دقيقتين ثم إبعاد الماء عن النار وإضافة عصير الليمون وملء البرطمانات بالماء، وتغطيتها جيداً. - وضع قدرٍ من الماء على النار حتى يغلي ثم إبعاده عن النار ووضع البرطمانات فيه لربع ساعة، ثم إخراجها. - حفظ البرطمانات في مكانٍ باردٍ ومظلمٍ لستة أشهر، وعند فتح البرطمان يتم حفظه في الثلاجة. |

## معرض الصور

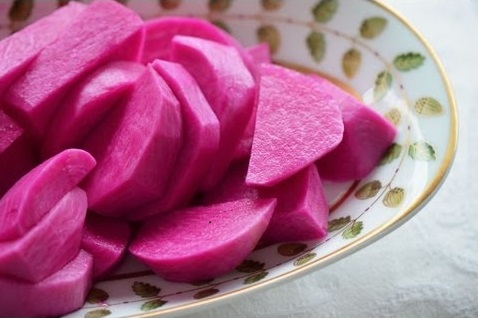
مخلل الشمندر
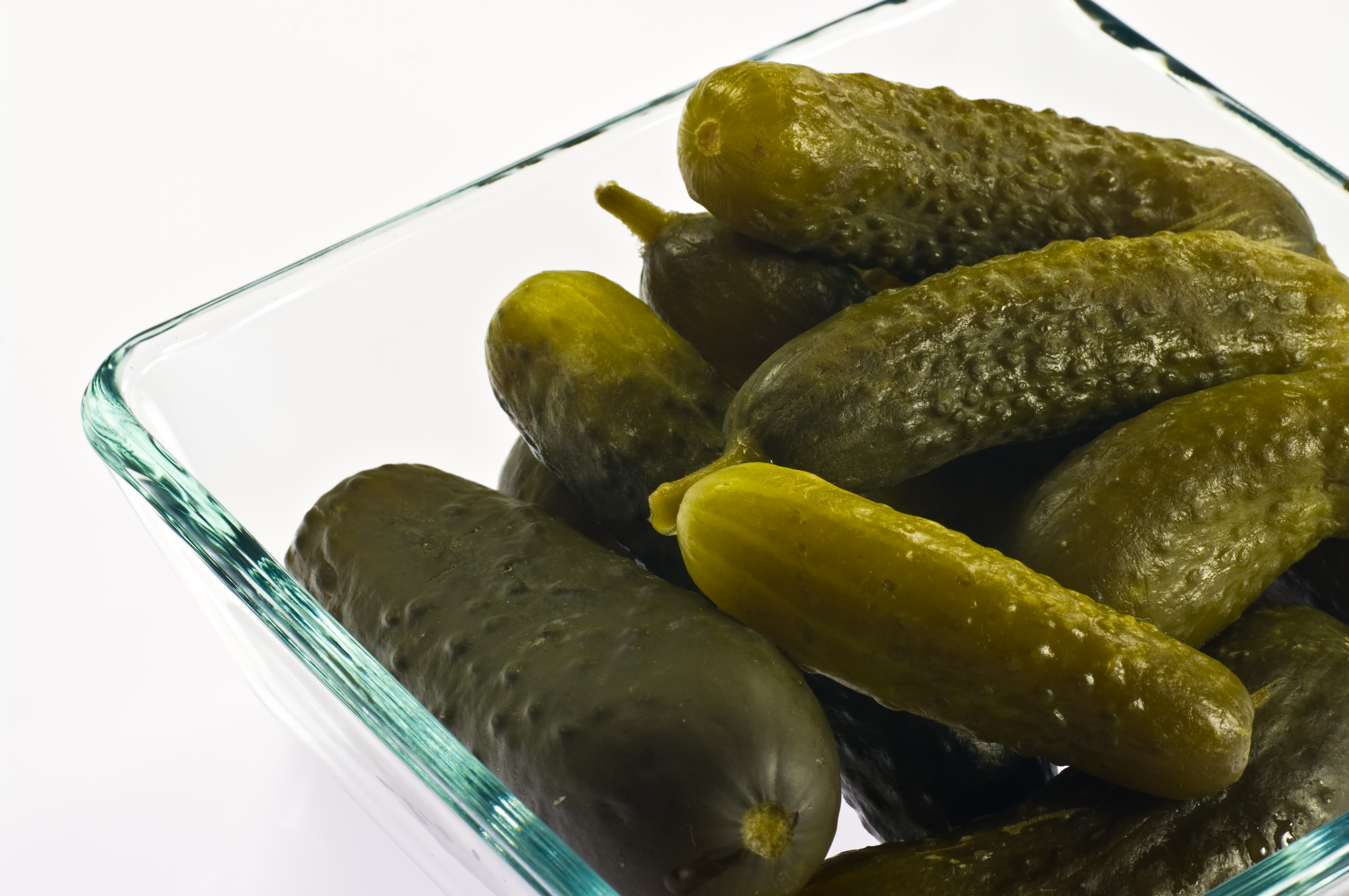
خيار مخلل
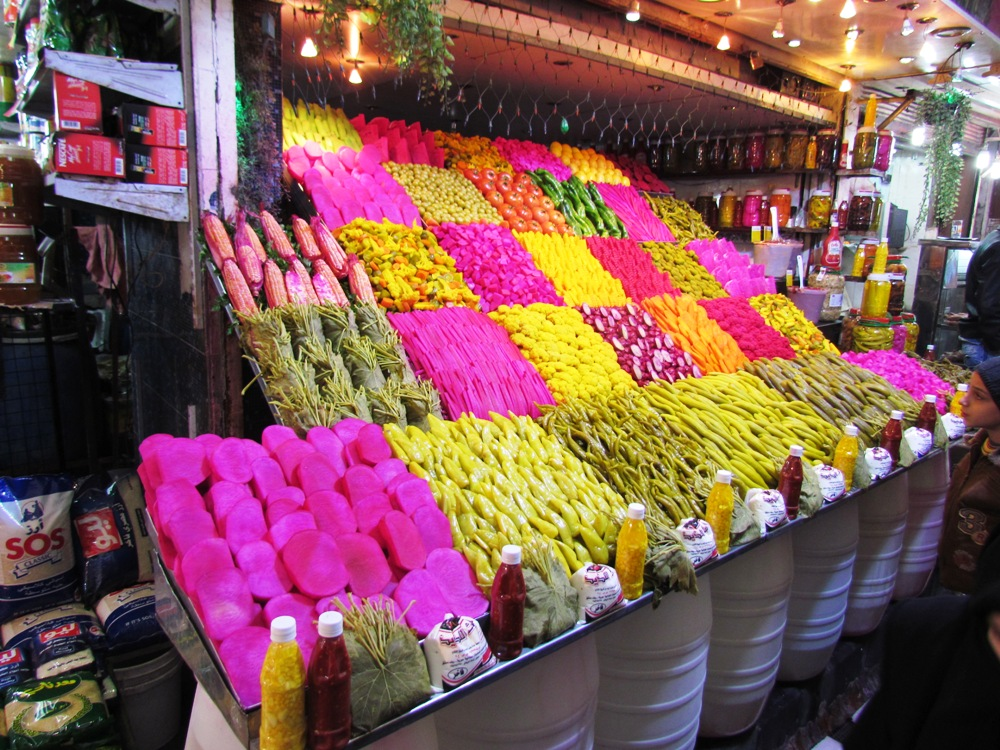
مخللات معروضة في أحد محلات أسواق سوريا.
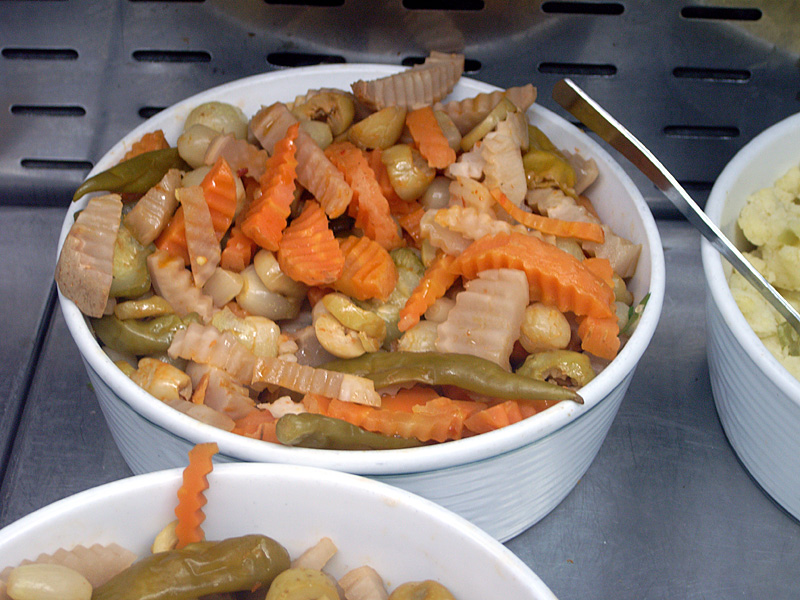
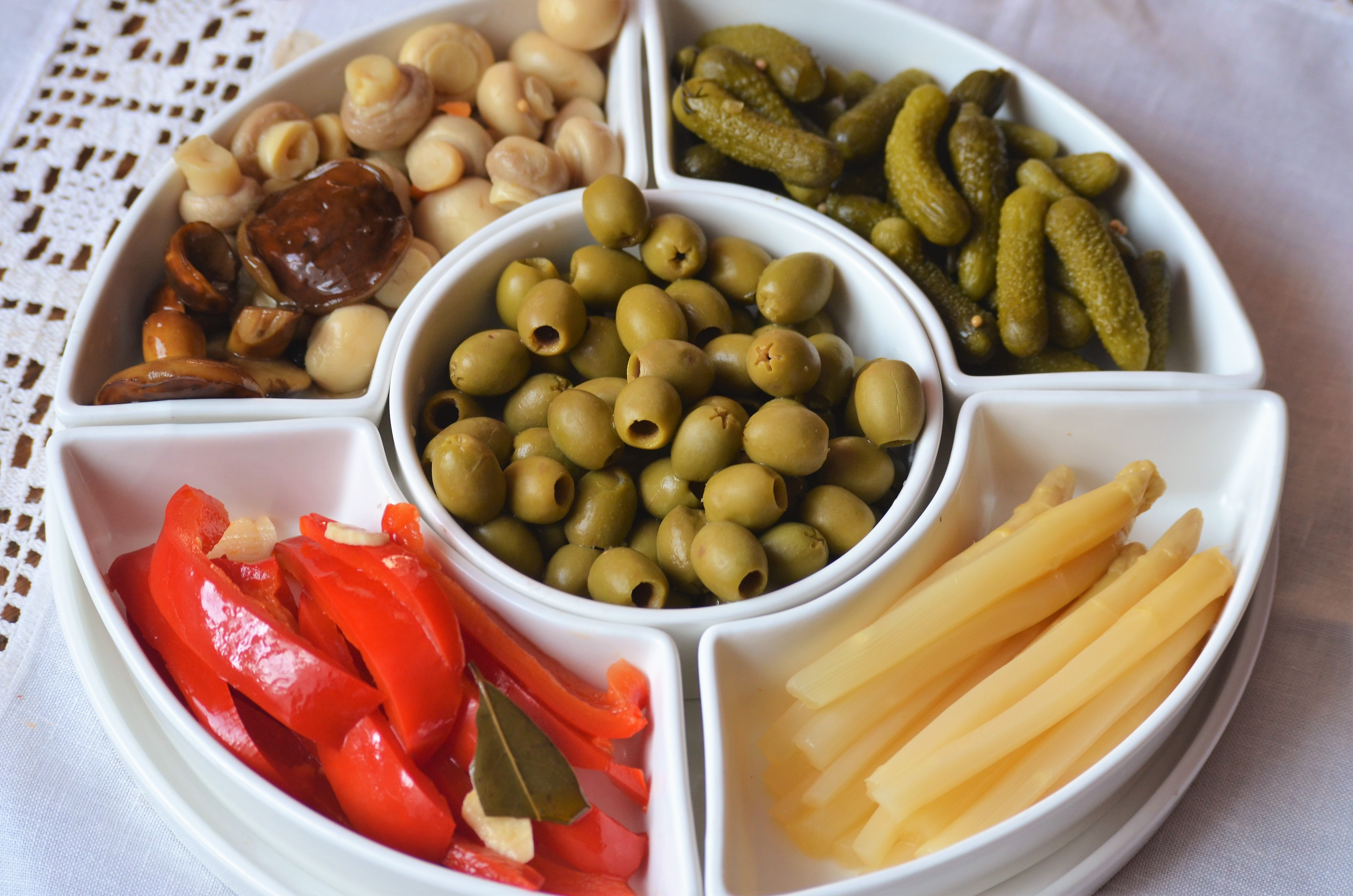
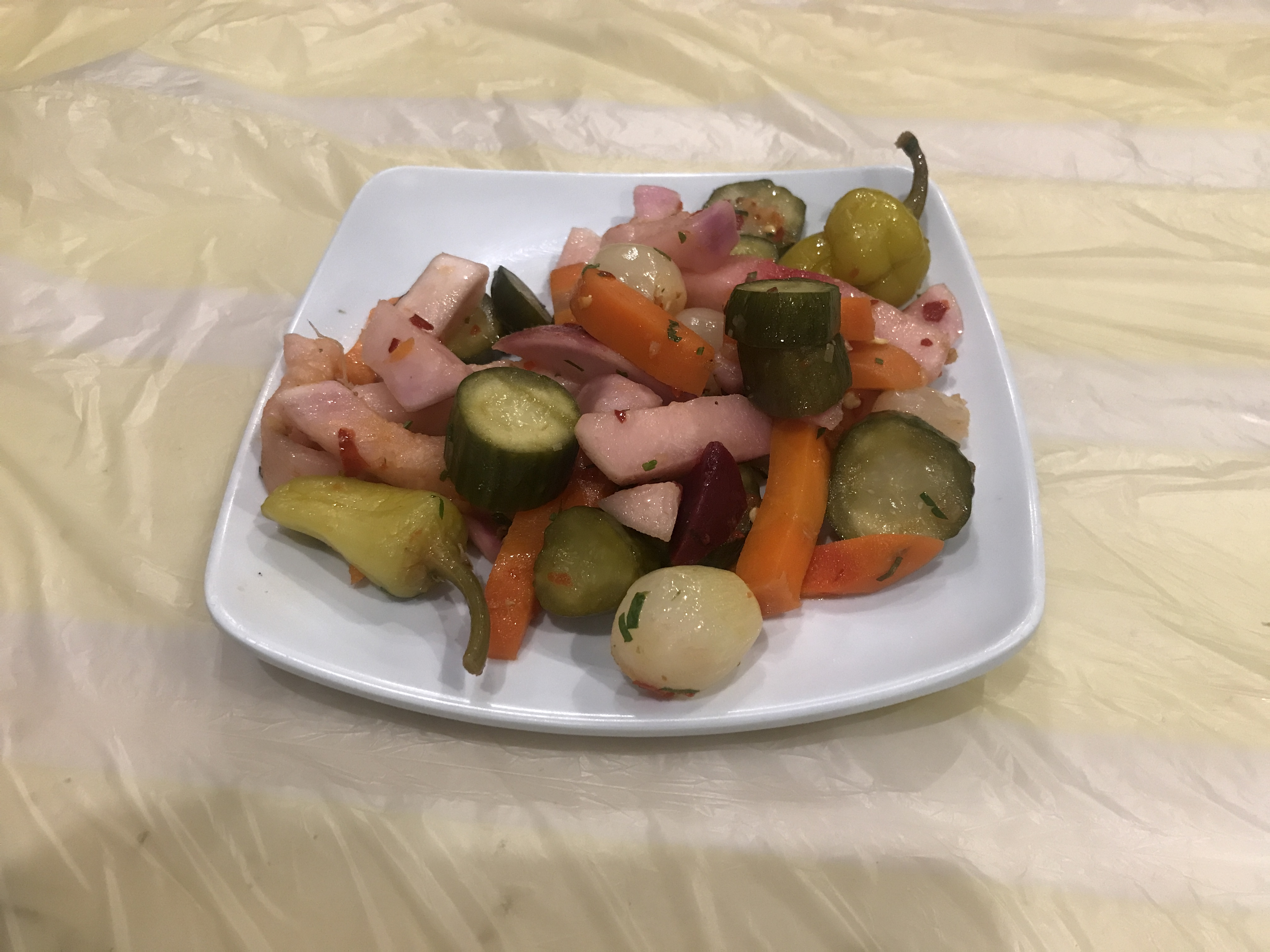
التورشي المصري
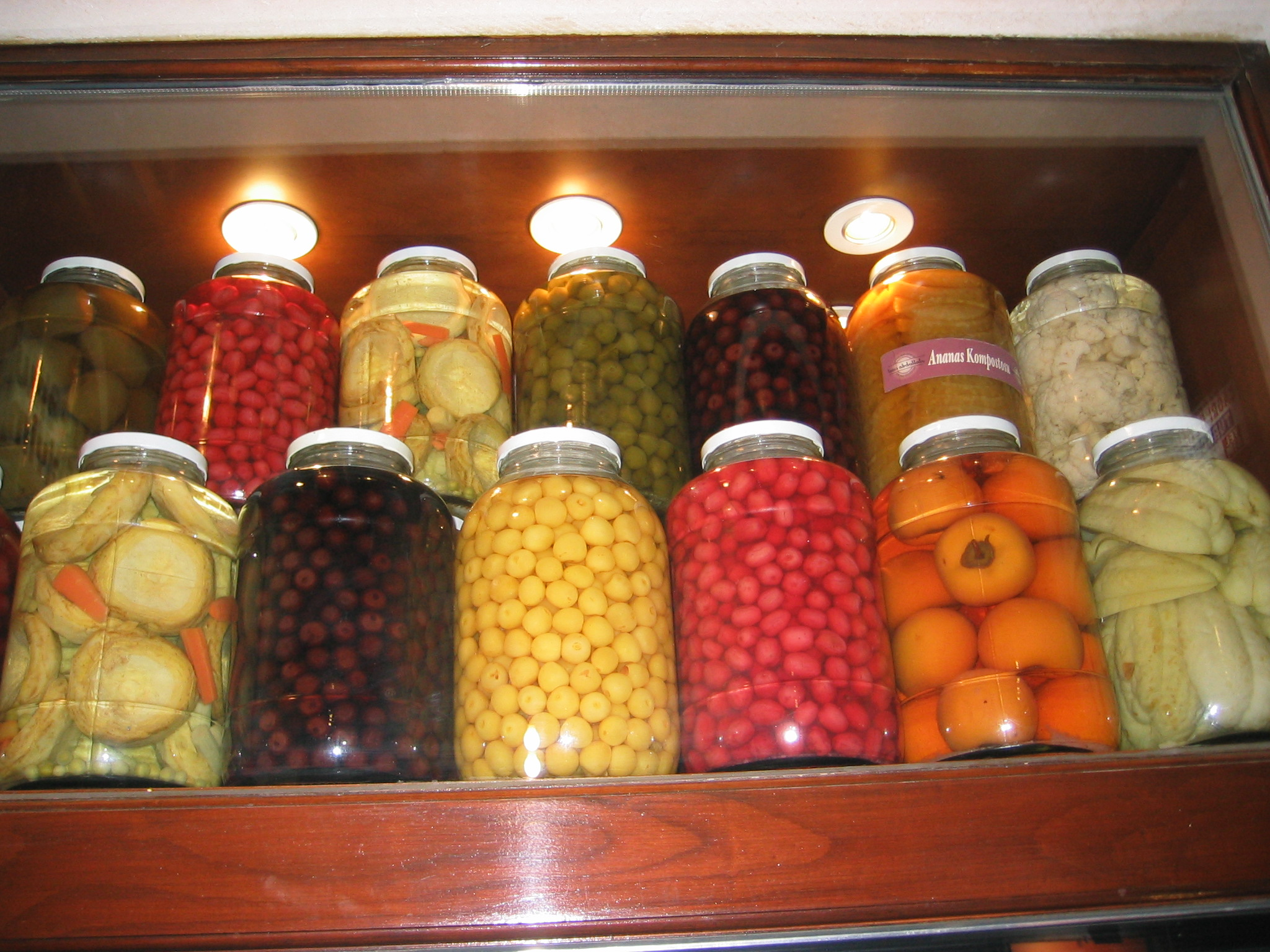
التورشي التركي
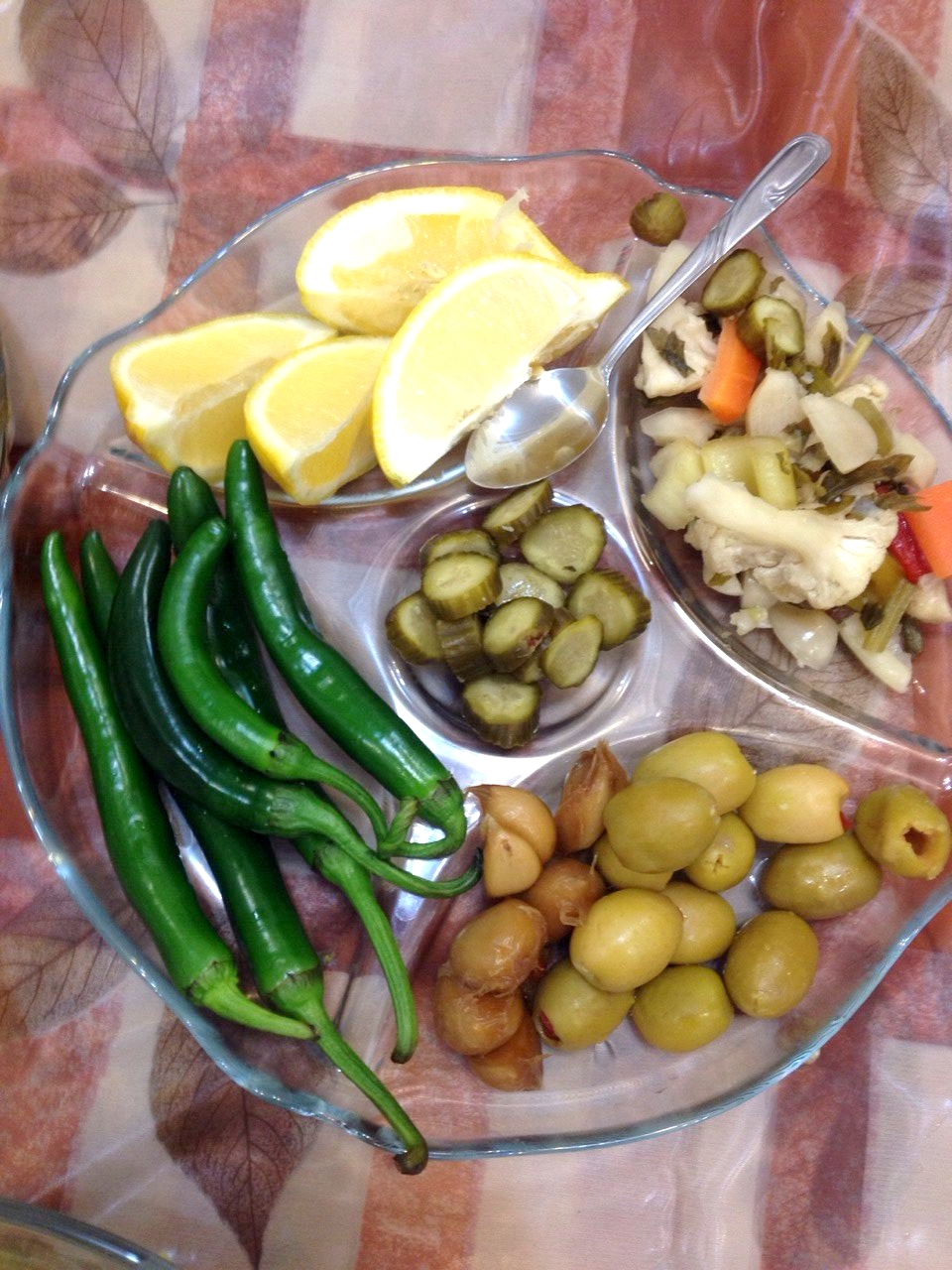
طبق تورشي من مدينة بوكان في دولة اذربيجان
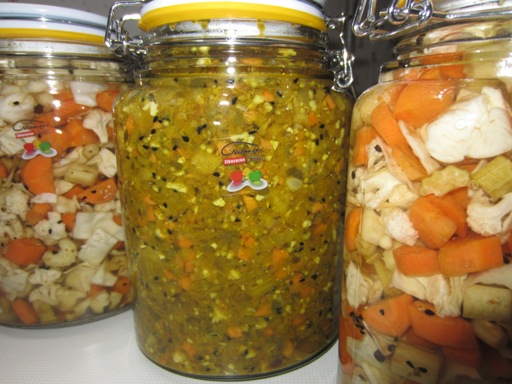
مُخللات تتوسطها زجاجة مُخلل لیته‌.
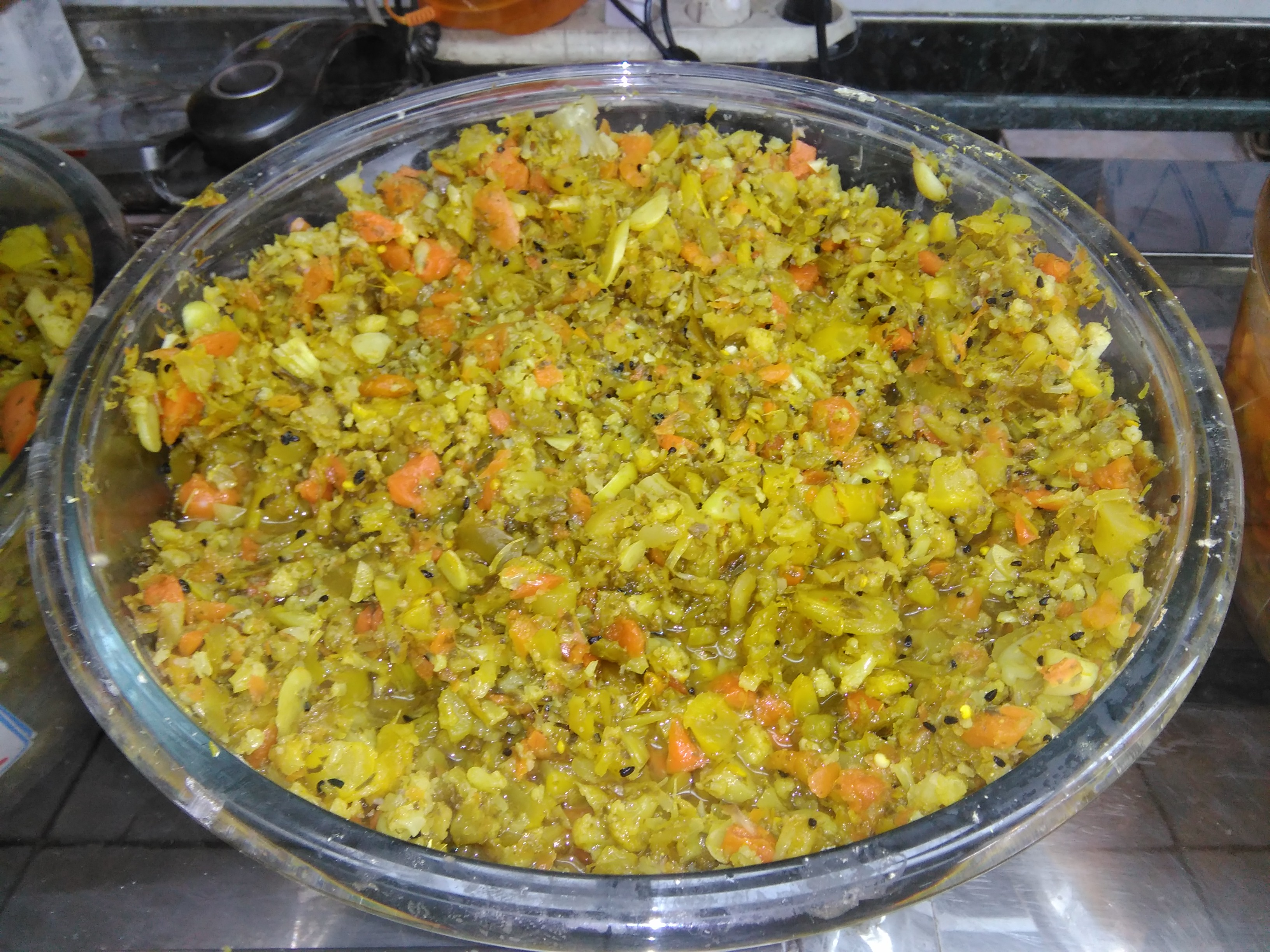
مخلل الليته[الفارسية] الايراني.
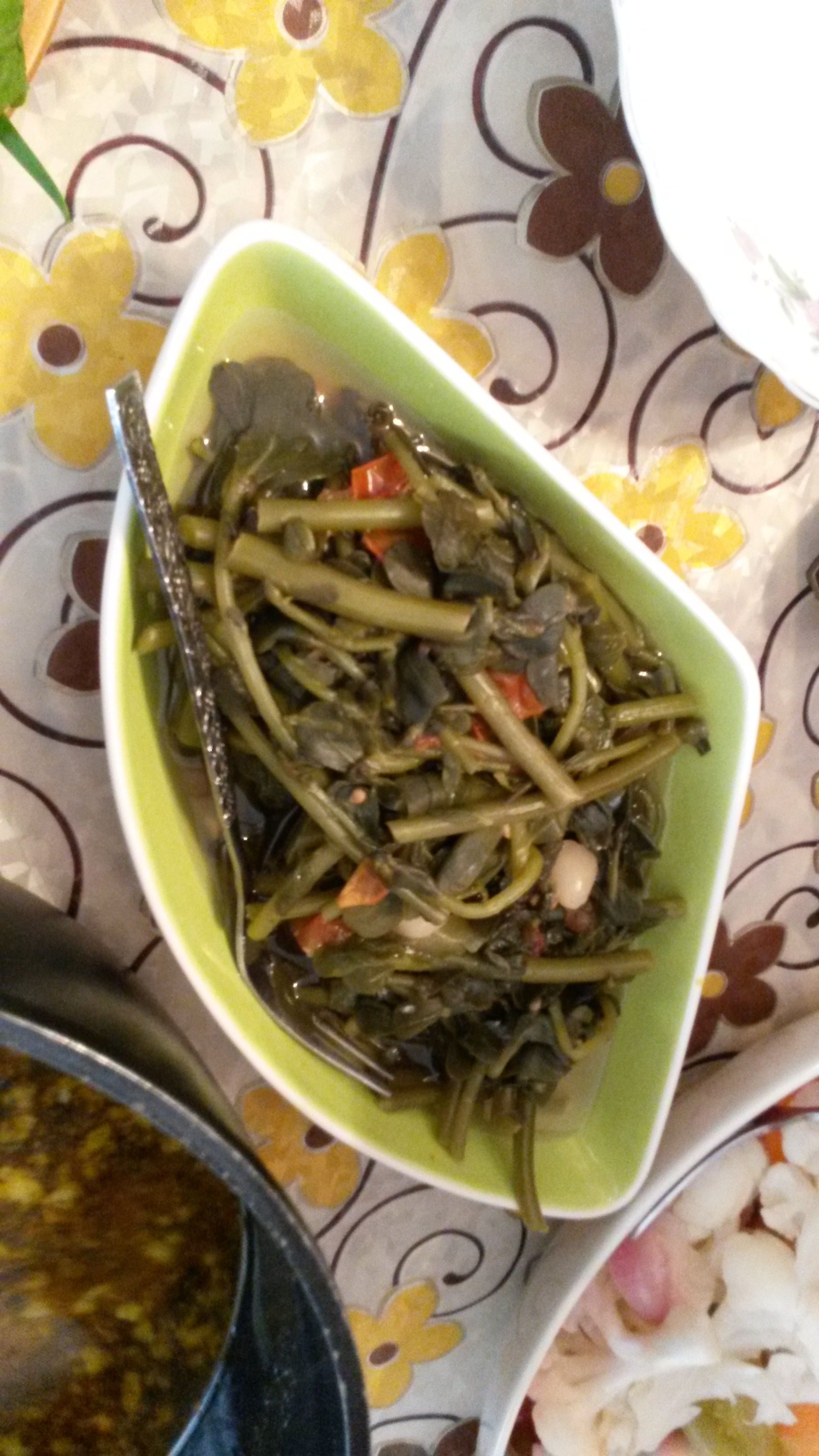
مخلل نبات الرجلة البقلة المعروف بالفرفخ
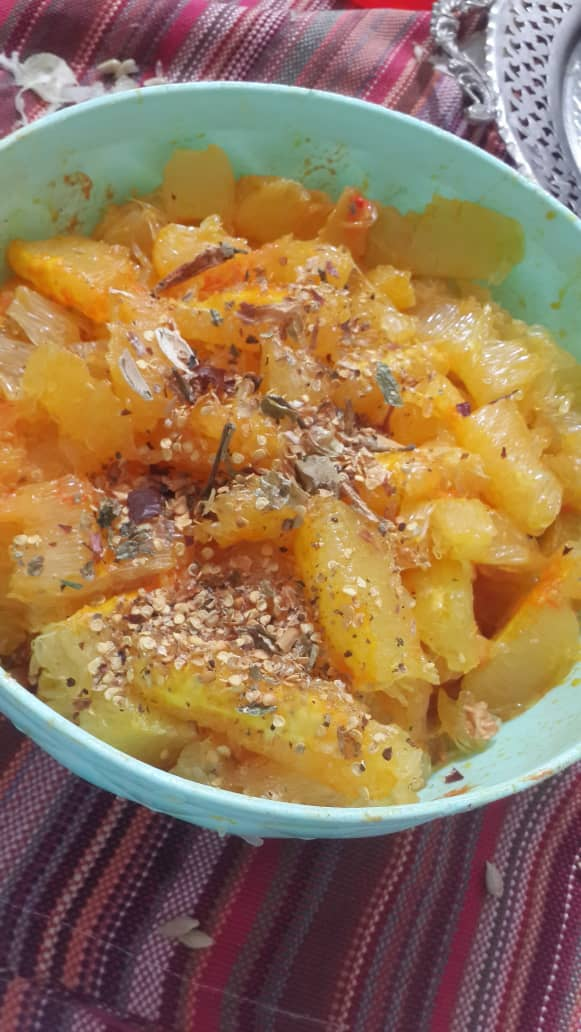
مخلل الليمون
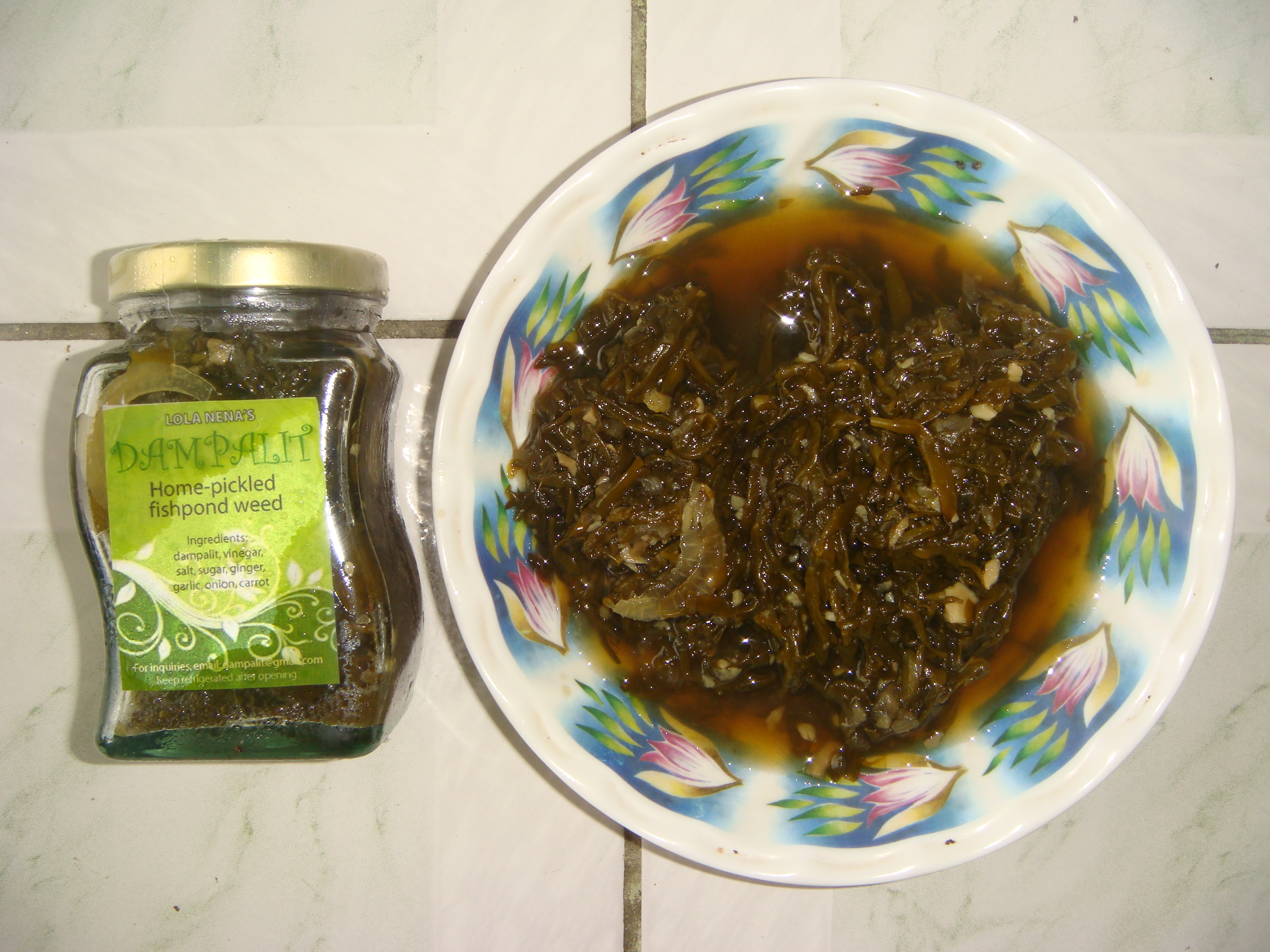
مخلل البقلة الساحلية[الإنجليزية]
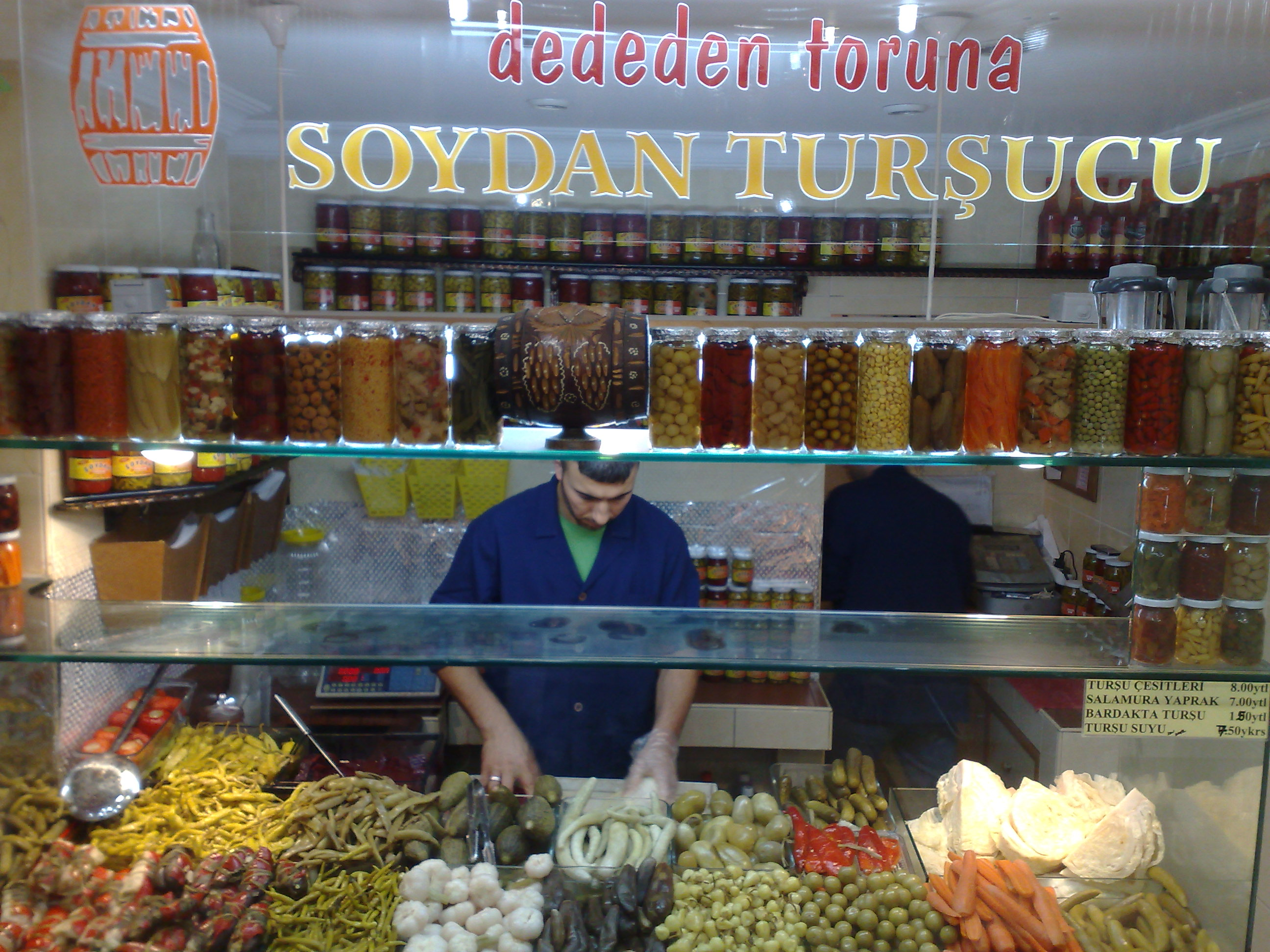
متجر تركي لبيع المخللات، حيث يمكن للزبائن اختيار تشكيلة من الأصناف التي تعجبهم.
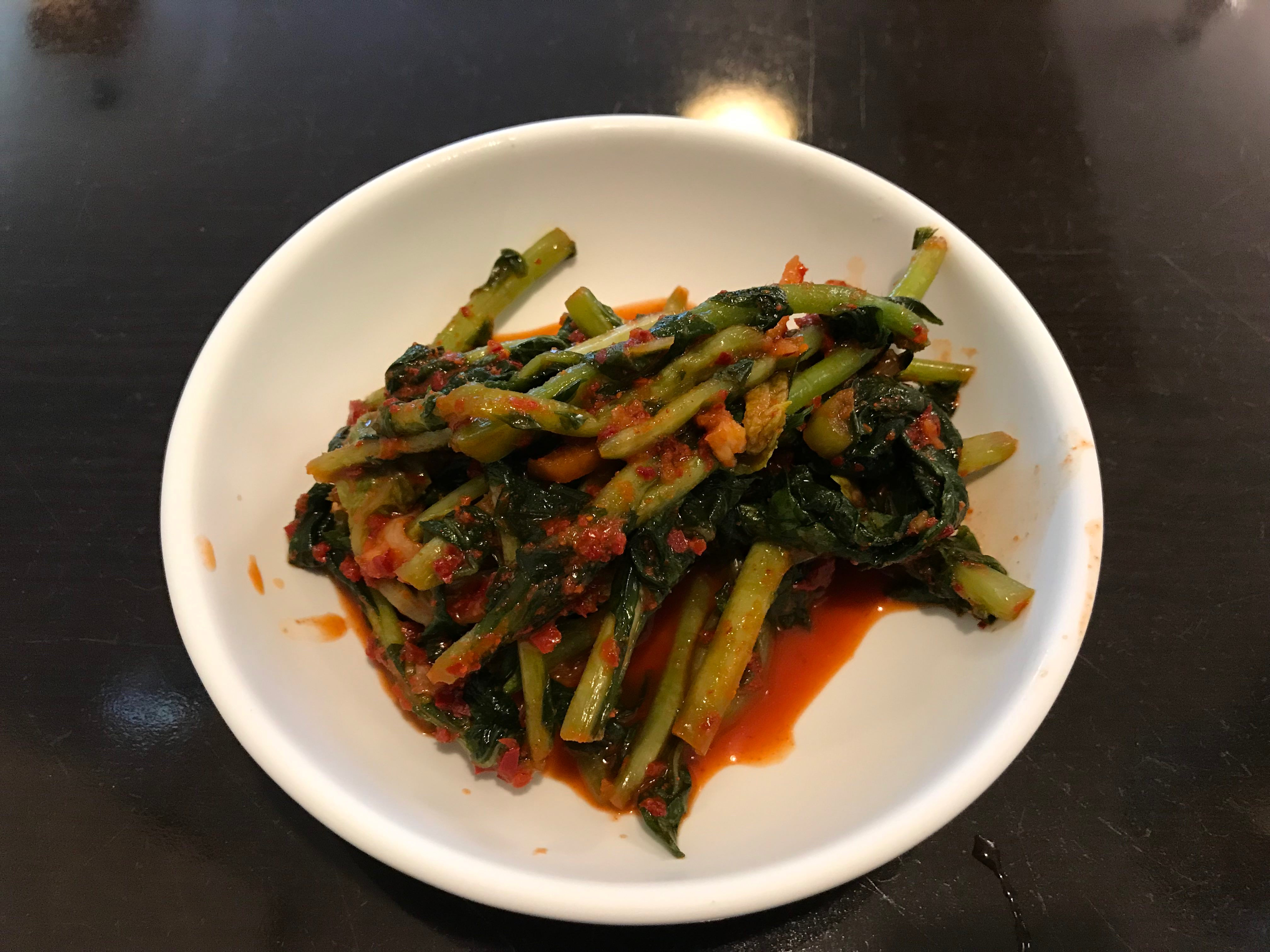
اليولمو كيمتشي[الإنجليزية] وهو مخلل الفجل.
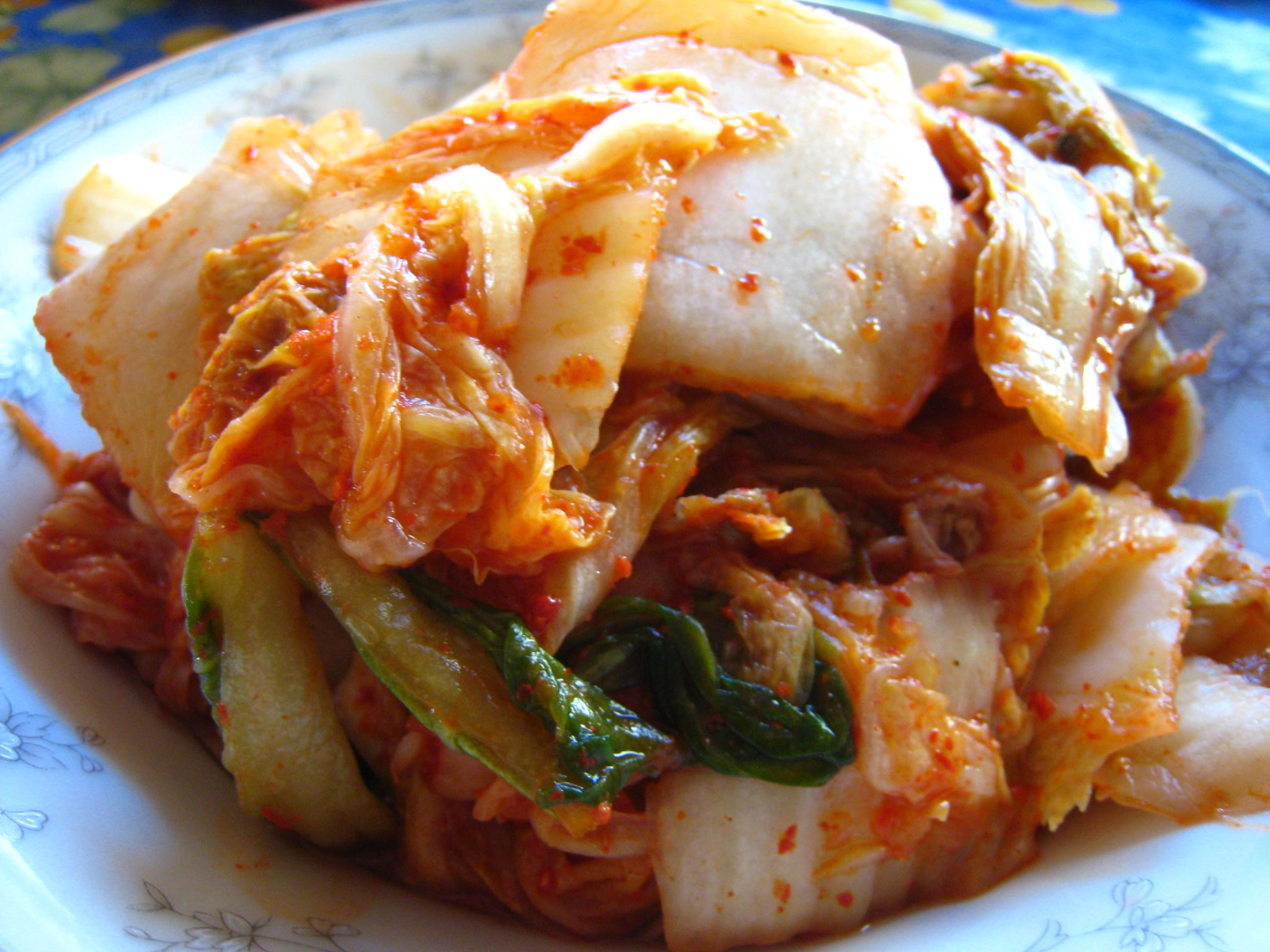
البايتشو كيمتشي[الإنجليزية] وهو مخلل الملفوف.
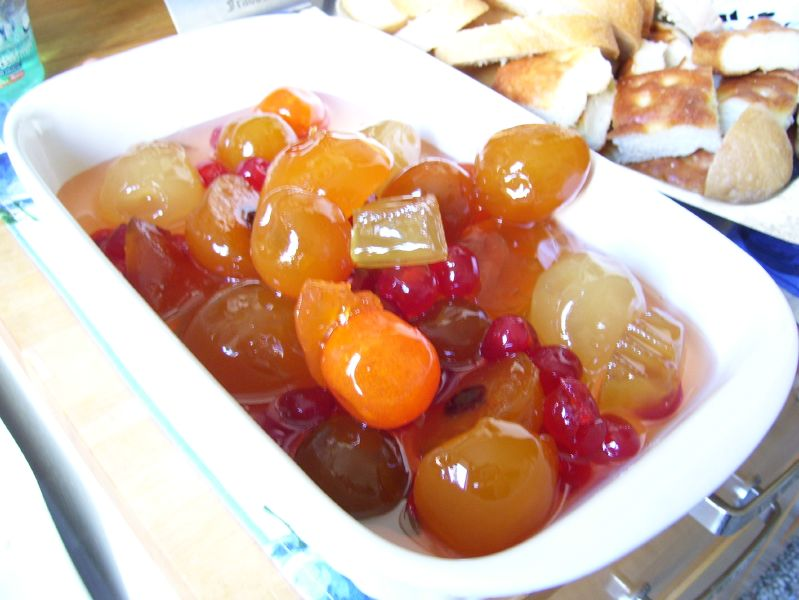
مُخلل الموستارد[الإنجليزية] المصنوع من الفاكهة المُسكرة ويُستعمل أيضًا كصلصة او شراب سكري يمتاز بنكهة سكرية ولاذعة في نفس الوقت.
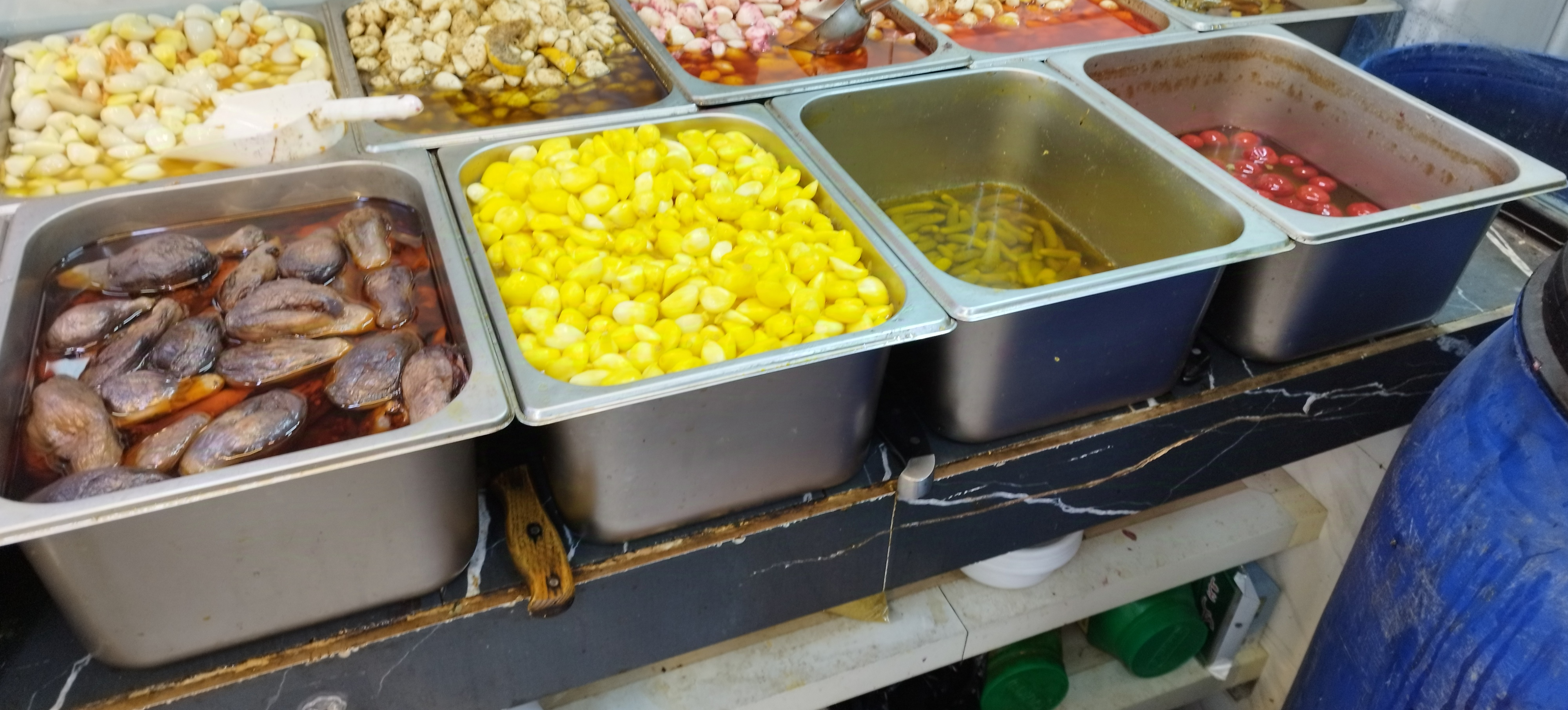
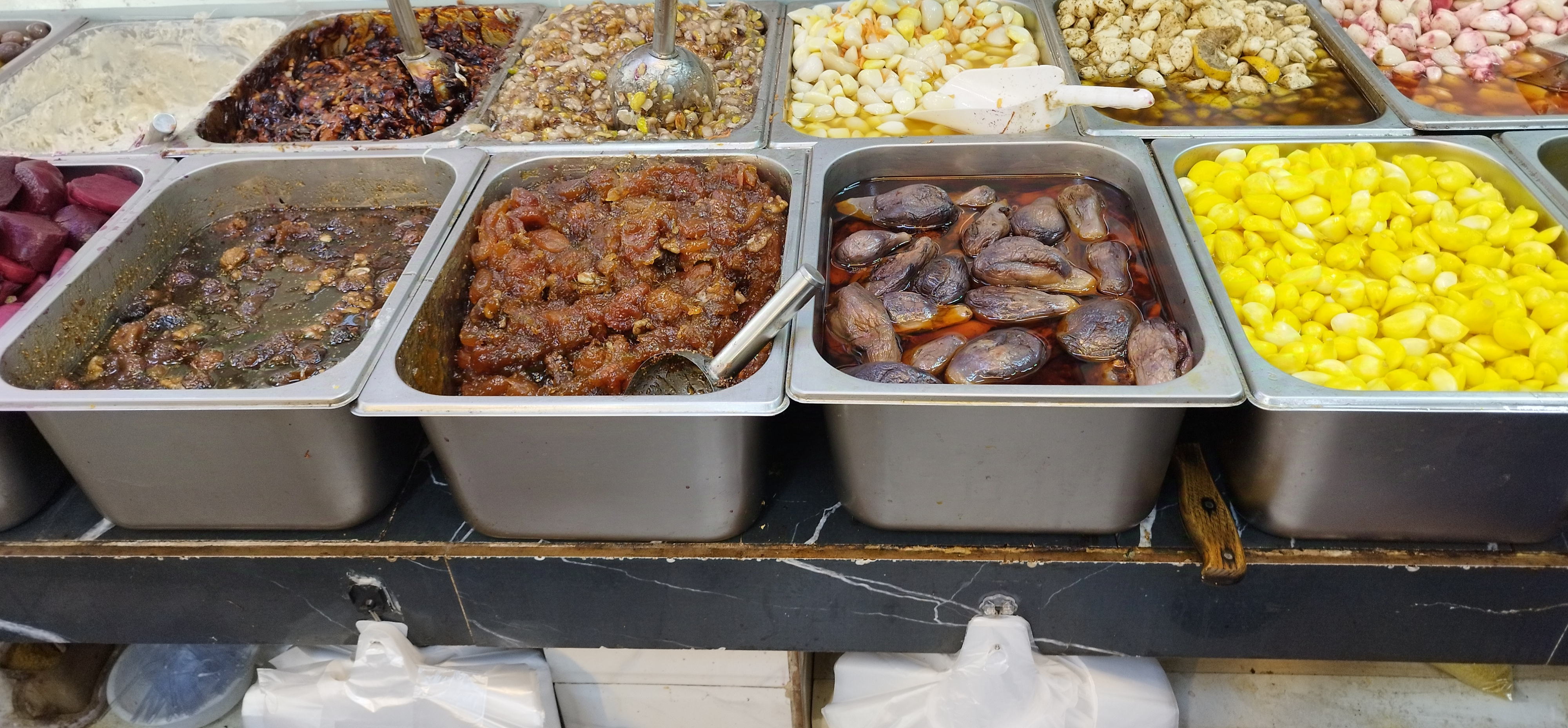
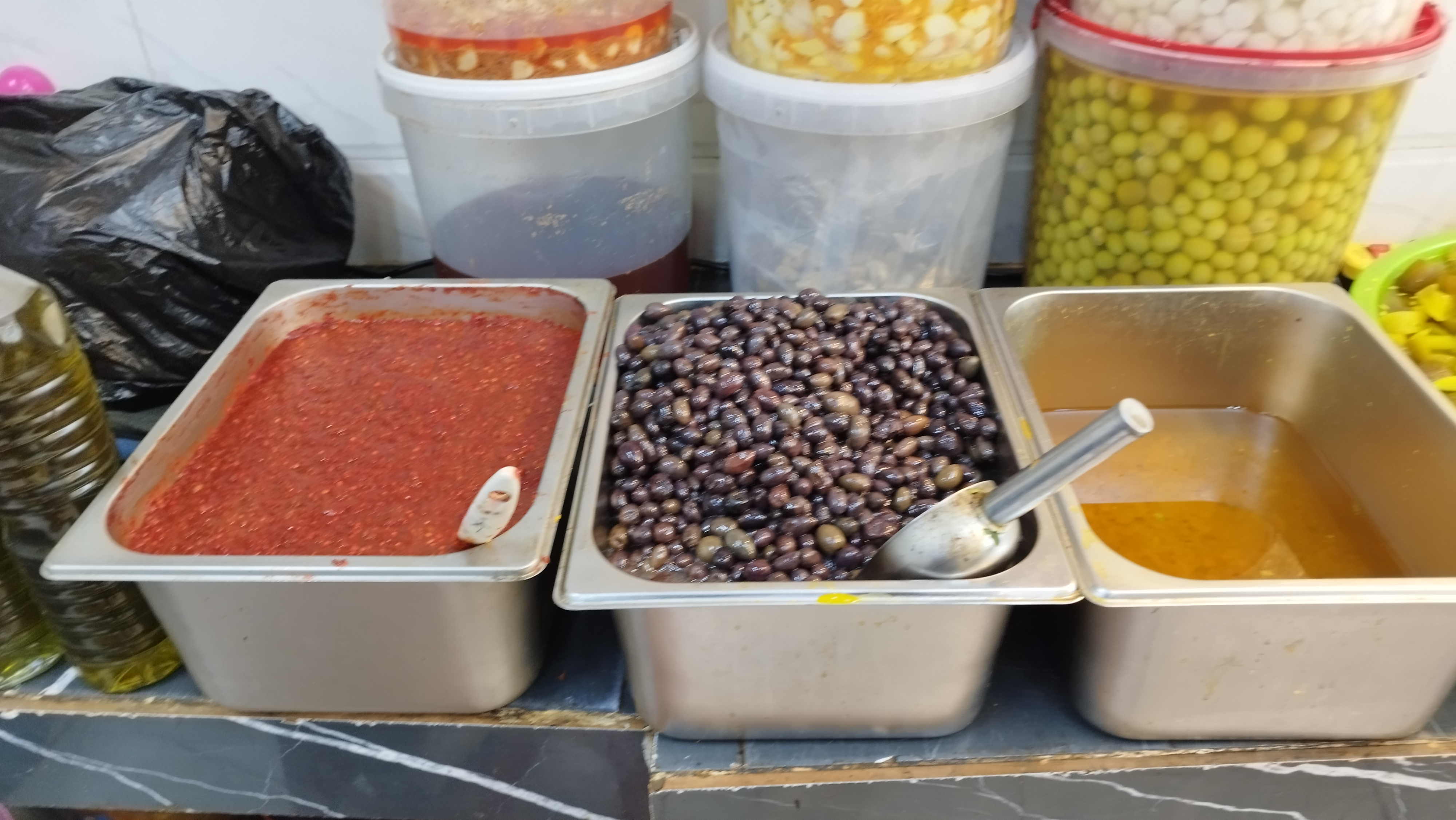
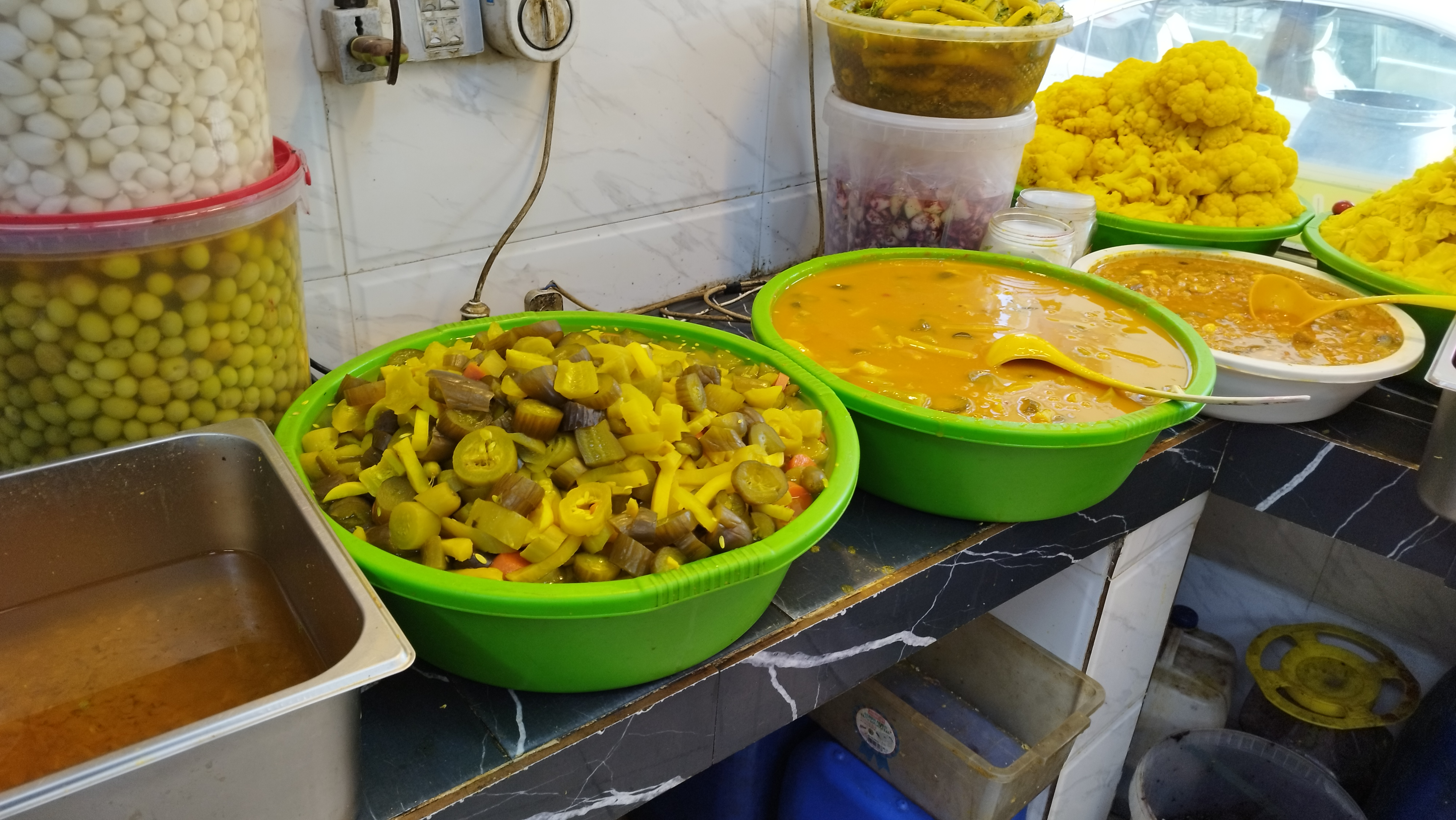
صلصة العمبة والطرشي المقطع